# Centre Històric de la Ciutat de Mèxic
El Centre Històric de la Ciutat de Mèxic constitueix el nucli original entorn del qual va créixer l'actual capital mexicana, perquè fins i tot compta amb una zona arqueològica anomenada Temple Major, les quals són part de les ruïnes de la Ciutat de Mèxic-Tenochtitlán anteriorment establerta en aquest lloc.
L'àrea d'aquesta zona de la ciutat es pot definir d'acord amb dos criteris. En un sentit administratiu, correspon a la colònia Centre de la Cuauhtémoc. En un altre sentit, correspon a la zona de monuments històrics delimitada per l'Instituto Nacional de Antropología e Historia. Es va reconciliar i va circumscriure per decret presidencial l'11 d'abril de 1980. Compte amb una àrea pròxima a 10 quilòmetres quadrats, inclou i depassa en part el de l'illa sobre la qual es va fundar la ciutat prehispànica i també el que va tenir després la traça colonial. És aquí, precisament, on perduren, malgrat l'acció destructiva del temps i de l'activitat humana, vestigis i monuments extraordinaris que parlen dels ja gairebé set segles de la vida de la ciutat. Tot aquest conjunt arquitectònic en aquesta àrea de la ciutat és Patrimoni de la Humanitat, des de 1987.
Aquesta zona limita al nord, pel carrer República de Honduras, en la zona coneguda com La Lagunilla; al sud, pel carrer José María Izazaga; a l'est, per l'avinguda Anell de Circumval·lació (això, en el tram que va d'Izazaga a República de Honduras), i a l'oest, per l'avinguda Passeig de la Reforma en el tram d'Atenas a República de Honduras.
Se'n diu Centre Històric pel fet que en el centre de la zona lacustre de cinc llacs — llac de Texcoco, llac de Chalco, llac de Xochimilco, llac de Zumpango i llac de Xaltocan — es trobava una petita illa en la qual es va instal·lar el conjunt cerimonial i polític de Mèxic-Tenochtitlan, capçalera de la Triple Aliança i dels dominis dels mexiques. Posteriorment, al moment de la conquesta espanyola en 1521, la ciutat mexica va passar a ser el centre polític, econòmic, religiós i cultural de la Nova Espanya, utilitzant en gran manera la traça prehispànica.
Rep aquest nom el barri antic de la ciutat colonial i vuitcentista, integrat per 668 illes, que alberguen uns mil cinc-cents edificis catalogats amb valor artístic o històric, la qual cosa inclou construccions religioses civils, assistencials, hospitalàries, administratives, educatives, culturals i residencials, que van del segle XVI al segle xx, i que continua sent el cor econòmic i polític de la ciutat, malgrat les seves proporcions actuals, per la seva importància fincada en la seva riquesa monumental, ja que es considera el centre històric més rellevant d'Amèrica. També ha estat un lloc per a protestes socials i polítiques.

## Edificis històrics

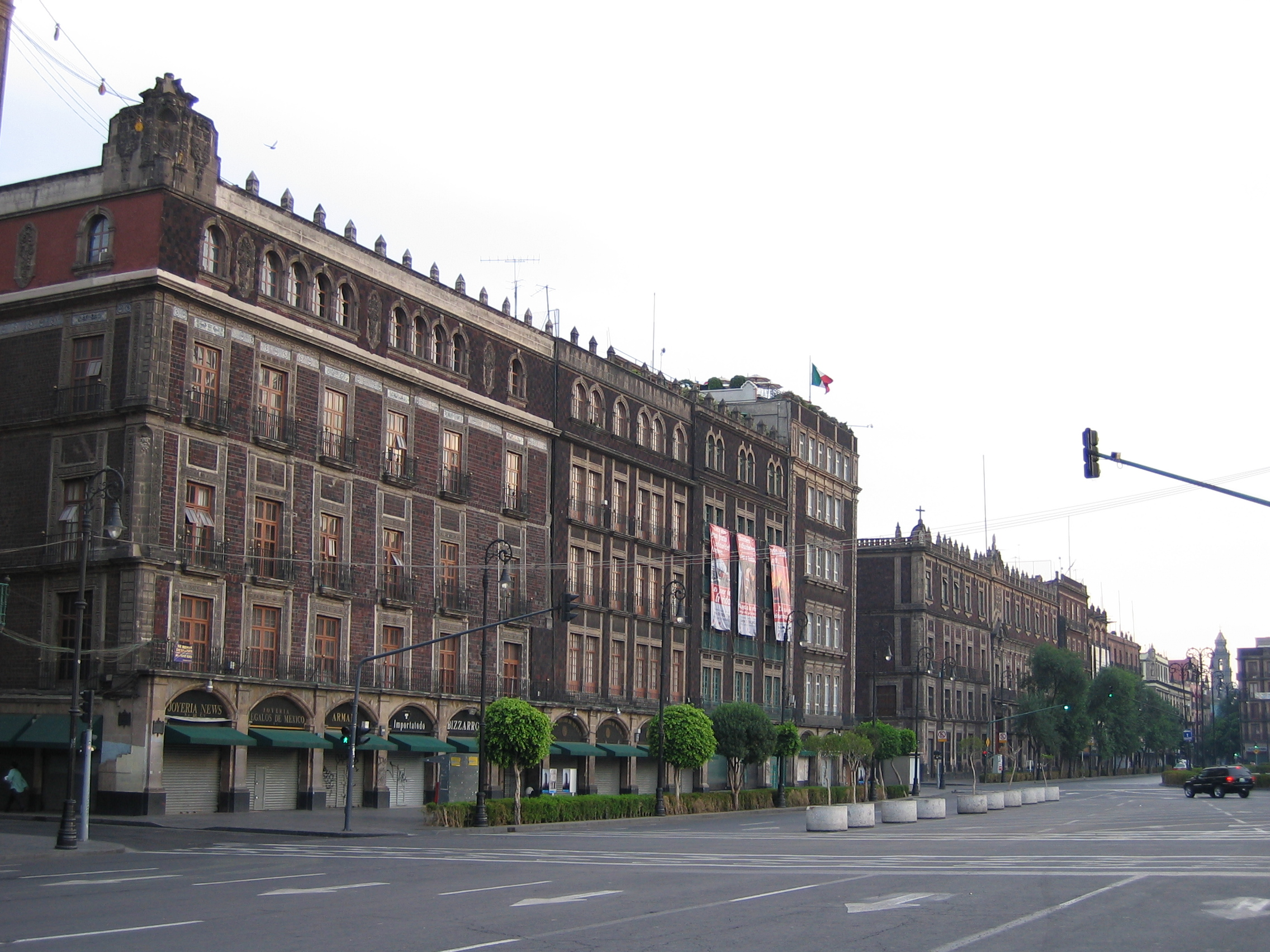
l'Edifici Nacional del Monte de Piedad

En termes absoluts, està compost, en la seva àrea delimitada, per:
- 67 monuments religiosos;
- 129 monuments civils;
- 542 edificis inclosos per ordenament de llei de 1972;
- 743 edificis valuosos, que han de conservar-se;
- 111 edificis amb valor ambiental, que han de conservar-se;
- 6 temples moderns;
- 17 edificis lligats a fets o personatges històrics;
- 78 places i jardins;
- 19 claustres;
- 26 fonts o monuments commemoratius;
- 13 museus o galeries;
- 12 llocs o edificis amb pintura mural, tots construïts entre els segles xvi i XIX.

### Zona Central

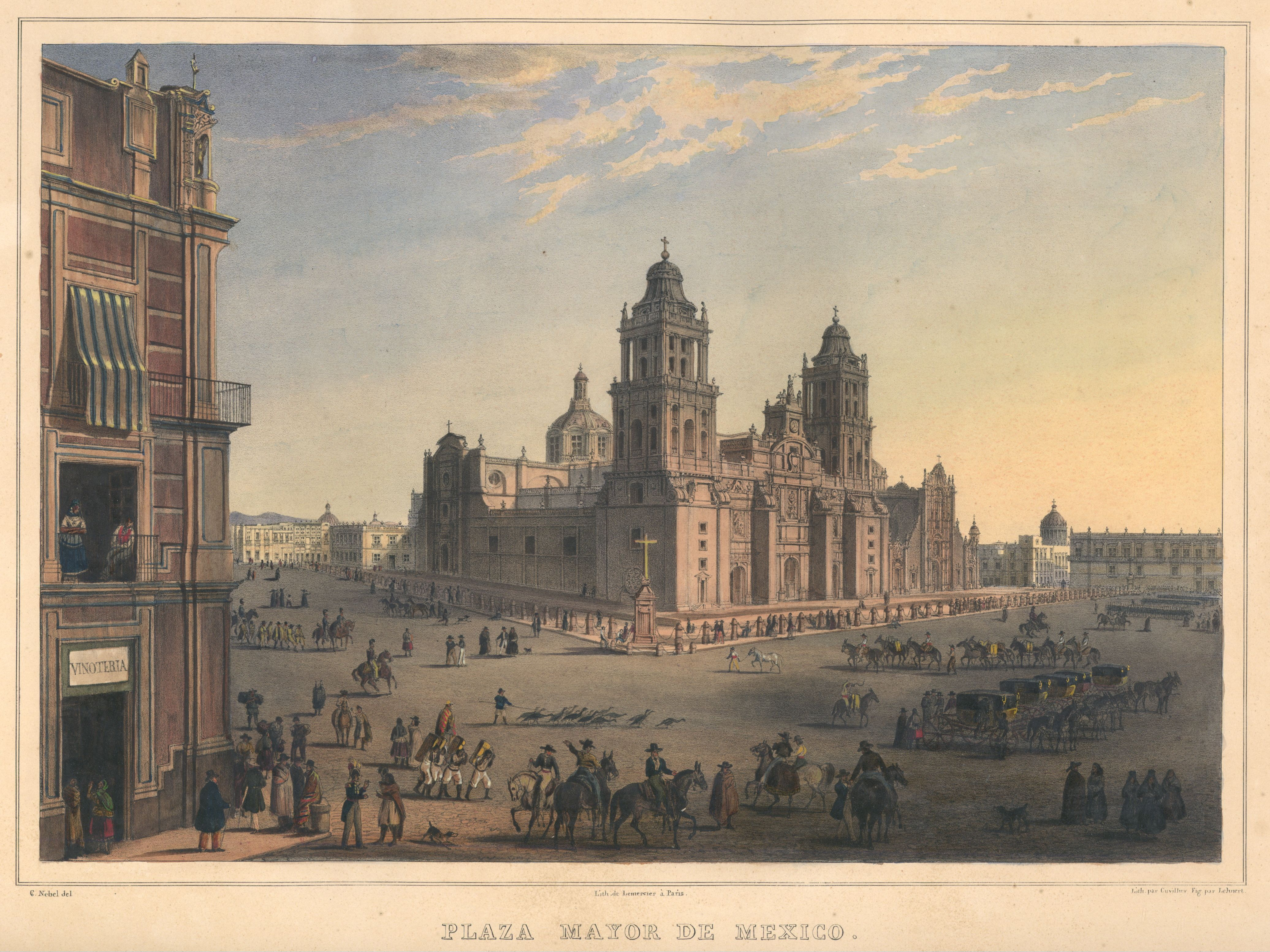
«Plaza Mayor de México» avui coneguda com el Zócalo, amb la Catedral Metropolitana al fons el 1836.

El punt central és la Plaza de la Constitución, informalment coneguda com El Zócalo. Es tracta de la plaça principal de la Ciutat de Mèxic. Juntament amb els carrers limítrofs, ocupa una superfície gairebé rectangular d'aproximadament 46 800 m² (195 m x 240 m). Se'l va denominar així en honor de la Constitució de Cadis, promulgada en 1812. És la segona plaça més gran del món i la primera entre els països de parla hispana. Al Zócalo, es troben la Catedral Metropolitana que construïda al llarg de tres segles, engloba en un mateix espai els diferents estils de l'època del virregnat. A uns passos de la catedral, es troben el Palacio Nacional, seu del Poder Executiu mexicà, l'Antic Palau de l'Ajuntament, l'Edifici de Govern, i el Portal de Mercaderes.
Les cantonades dels quatre punts cardinals del Zócalo també contenen construccions significatives. A la cantonada nord-oest, al costat de la catedral, es troben les ruïnes del Temple Major de Mèxic-Tenochtitlán, que inclou un museu. A la cantonada sud-oest, sobre l'antiga Plaza del Volador, es troba l'edifici de la Suprema Cort de Justícia de la Nació. Així mateix, en l'extrem nord-est de la plaça, també al costat de la Catedral, es localitza l'edifici del Nacional Monte de Piedad, que va ser la seu de les primeres autoritats virregnals en el segle XVI.
Aquest també ha estat el lloc on els ciutadans del país es reuneixen per a celebrar festes o manifestacions.

### Zona Nord

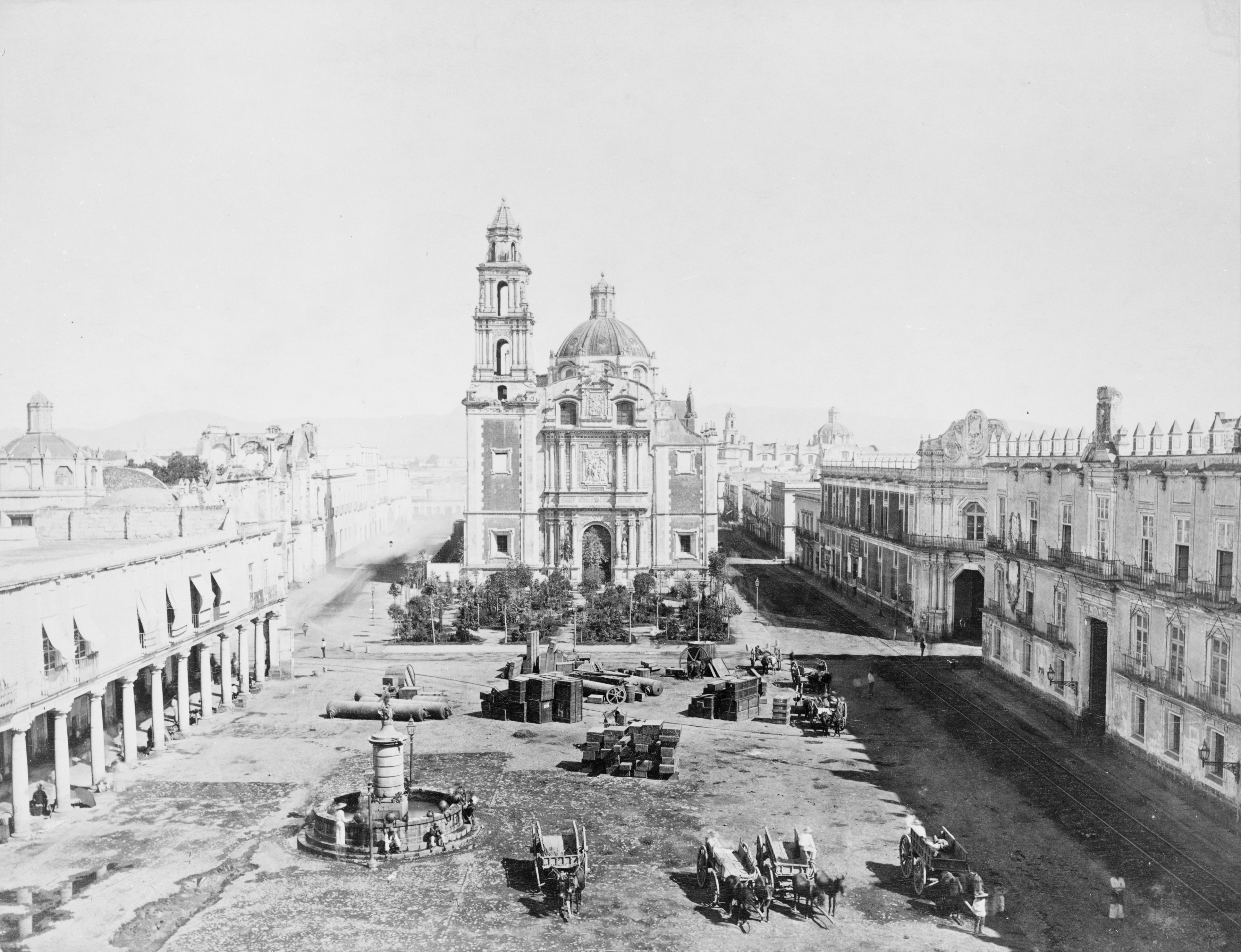
Plaça i Església de Santo Domingo entre 1880-1900.

Cap al nord, al carrer Donceles se situa el Teatro de la Ciudad Esperanza Iris, construcció amb destacat valor estètic de principis del segle xx. Un carrer més al nord, al carrer de Cuba, se situa el Teatre Líric, de la mateixa època de finals del Porfiriato. es troben edificis com el Antic Col·legi de San Ildefonso, l'ex tempero de San Pedro i San Pablo (actual Museo de las Constituciones). Continuant pel carrer República del Brasil es troba la plaça i l'Església de Santo Domingo, del segle xviii. Al carrer Justo Sierra es troba l'Anfiteatre de Simón Bolívar.

### Zona Sud
Caminant cap al sud cinc carrers, es troba el carrer de Regina anteriorment molt descurada i molt fosca de nit. Actualment ―després que el Govern de la Ciutat de Mèxic i l'Associació Carlos Slim van renovar el Centre Històric―, s'ha convertit en un atractiu per a turistes. En aquest carrer es troba la part posterior de la Universitat del Claustre de Sor Juana. A un costat seu es troba l'Hospital Concepción Béistegui, ara un museu. A l'oest d'est es troba el Templo de Regina Coeli, de l'època de la colònia, abans el Ex Convent de Regina Coeli, que consta de tres altars finament tallats en caoba i xapats en or, d'art barroc, compta amb algunes pintures de tipus renaixentista.
En el sud també es troben l'antic Palau dels Comtes de Santiago de Calimaya (actual Museu de la Ciutat de Mèxic), la Catedral de Nuestra Señora de Balvanera, l'Hospital de Jesús i l'Església de Jesús.

### Zona Est
A l'est del Zócalo es troba l'Església de Nuestro Señor de la Humildad, també coneguda com «Capilla de Manzanares», pel carrer en què es troba.

### Zona Oest

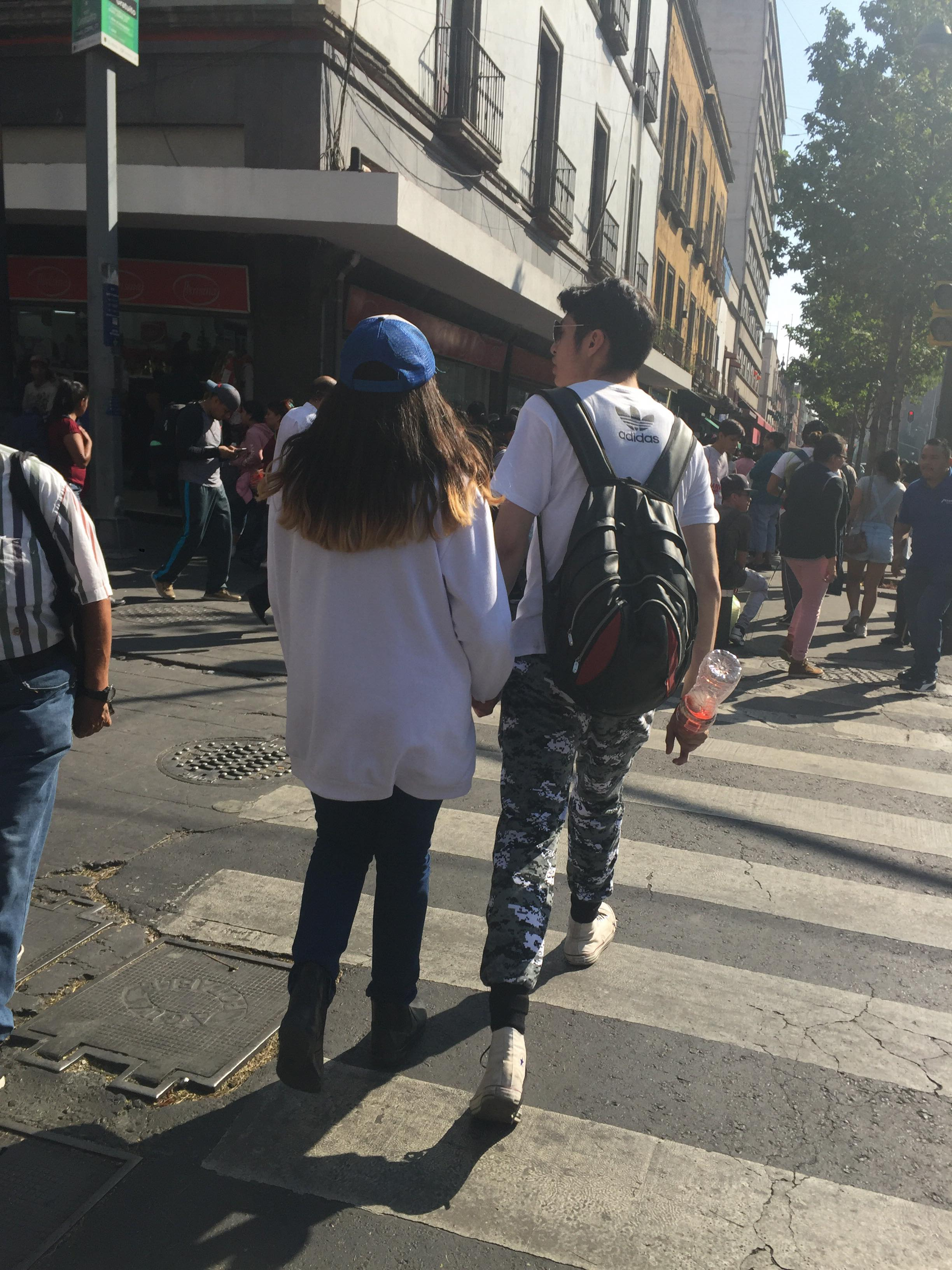
Carrers del Zócalo/Centre Histórico, el lloc ha estat catalogat com un dels més visitats del planeta i un dels principals per a turisme al país.

Caminant cap a la zona de l'Alameda Central, al carrer 5 de Mayo (en la qual podem trobar entre República de Xile i Palma, el tradicional cafè “El Popular") o el Carrer Francisco I. Madero que és paral·lela a ella (que va ser remodelada per a ser per als vianants i ha servit perquè en els seus espais relativament lliures es donin lloc artistes musicals, urbans i fins i tot imitadors de l'ambient artístic) ens trobem amb destacats exemples de l'arquitectura eclèctica porfiriana.
Molt prop d'aquí, sobre el carrer de Tacuba (antiga Calzada México-Tacuba), ens trobem amb llocs tan tradicionals de la ciutat, com el Cafè Tacuba, un agradable restaurant, decorat amb un excel·lent gust mexicà amb mosaics de Talavera i on se serveixen les delícies de la cuina tradicional mexicana. En el mateix carrer es troba la Plaza Manuel Tolsá, lloc de gran harmonia arquitectònica, amb edificis tan destacats com el Museu Nacional d'Art, un dels més bells del Centre Històric i el Palacio de Mineria, d'austera sobrietat arquitectònica d'estil neoclàssic que alberga la Fira del Llibre del Palacio de Mineria, una de les més concorregudes de la ciutat. Gairebé enfront de la Plaça Manuel Tolsá, a un costat del Palau de Mineria, es troba el Palacio Postal, edifici de refinat estil inspirat en l'arquitectura de Venècia.
En aquesta zona, pujant al carrer Belisario Domínguez, es troba la Capella de la Immaculada Concepción.
Una mica més al sud, al carrer Independència es troba el Teatre Metropólitan, un antic cinema reconvertit en teatre. Al carrer Venustiano Carranza la Cantina el Gallo de Oro, fundada el 1874, i al carrer de l'Ayuntamiento trobem la Basílica de San José, del segle xviii.
Just davant del Palau Postal, travessant l'Eix Central, se situa el Palau de Belles Arts, una de les sales de concerts més belles del món, decorada amb impressionants escultures executades en estil Art Nouveau per a l'exterior, que contrasten amb la sòbria elegància del seu interior art déco, decorat amb motius geomètrics i prehispànics. És davant d'aquest palau, des d'on podem apreciar un altre dels edificis més simbòlics de l'urbs, la Torre Latinoamericana, el primer gratacel de la ciutat i en el seu temps la construcció més alta de Llatinoamèrica, i en la seva cúspide compta amb un mirador, que en dies buidats, permet tenir perspectives als quatre punts cardinals de la ciutat

## Rescat del Centre Històric
L'any 2000, es va crear el Fideïcomís del Centre Històric de la Ciutat de Mèxic que, juntament amb la Universitat Nacional Autònoma de Mèxic i l'Instituto Politécnico Nacional, va realitzar un diagnòstic de la zona per a armar una estratègia i rescatar-la de l'abandó i combatre la delinqüència que l'assotava. És així com a l'agost del 2001, a palau Nacional, es va signar un acord pel rescat del Centre Històric entre el president de la República, Vicente Fox, el cap de Govern del Districte Federal, Andrés Manuel López Obrador, i un consell de ciutadans vinculats al Centre Històric, entre els qui destacaven: Guillermo Tovar de Teresa, cronista de la ciutat; Jacobo Zabludovsky, periodista, i Carlos Slim, empresari.
A partir d'aleshores, tant el govern de la Ciutat de Mèxic com la iniciativa privada es van encarregar de la revitalització de la zona, a partir del rescat d'habitatges que estaven en l'abandó, la rehabilitació d'edificis històrics, l'augment de la seguretat i el millorament urbà de la zona. Aquest rescat i el compromís de les autoritats per mantenir la zona com un lloc de convivència pública i com a atracció del turisme van convertir al Centre Històric en un referent del país i de la ciutat.

## Galeria

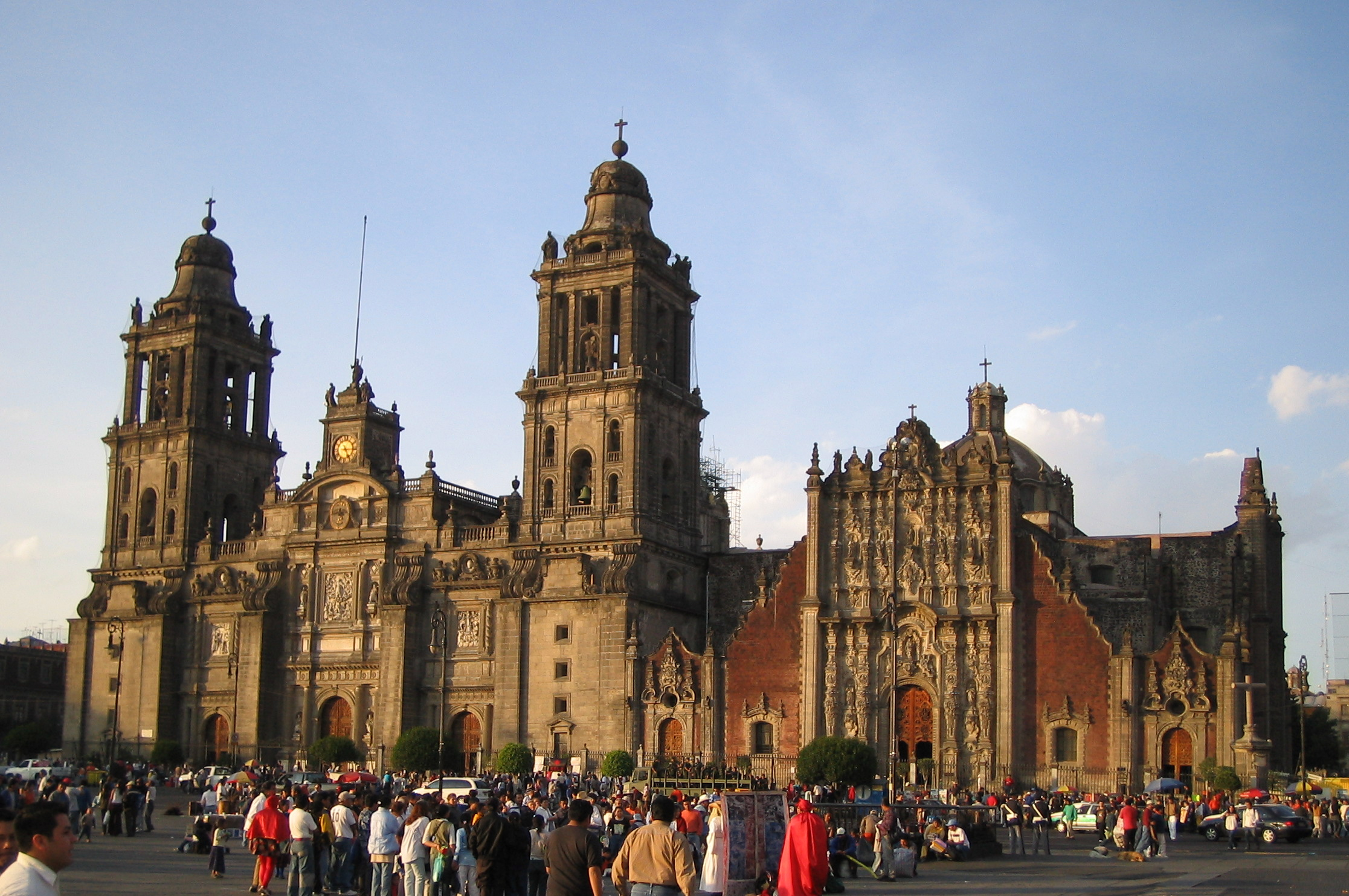
Catedral Metropolitana
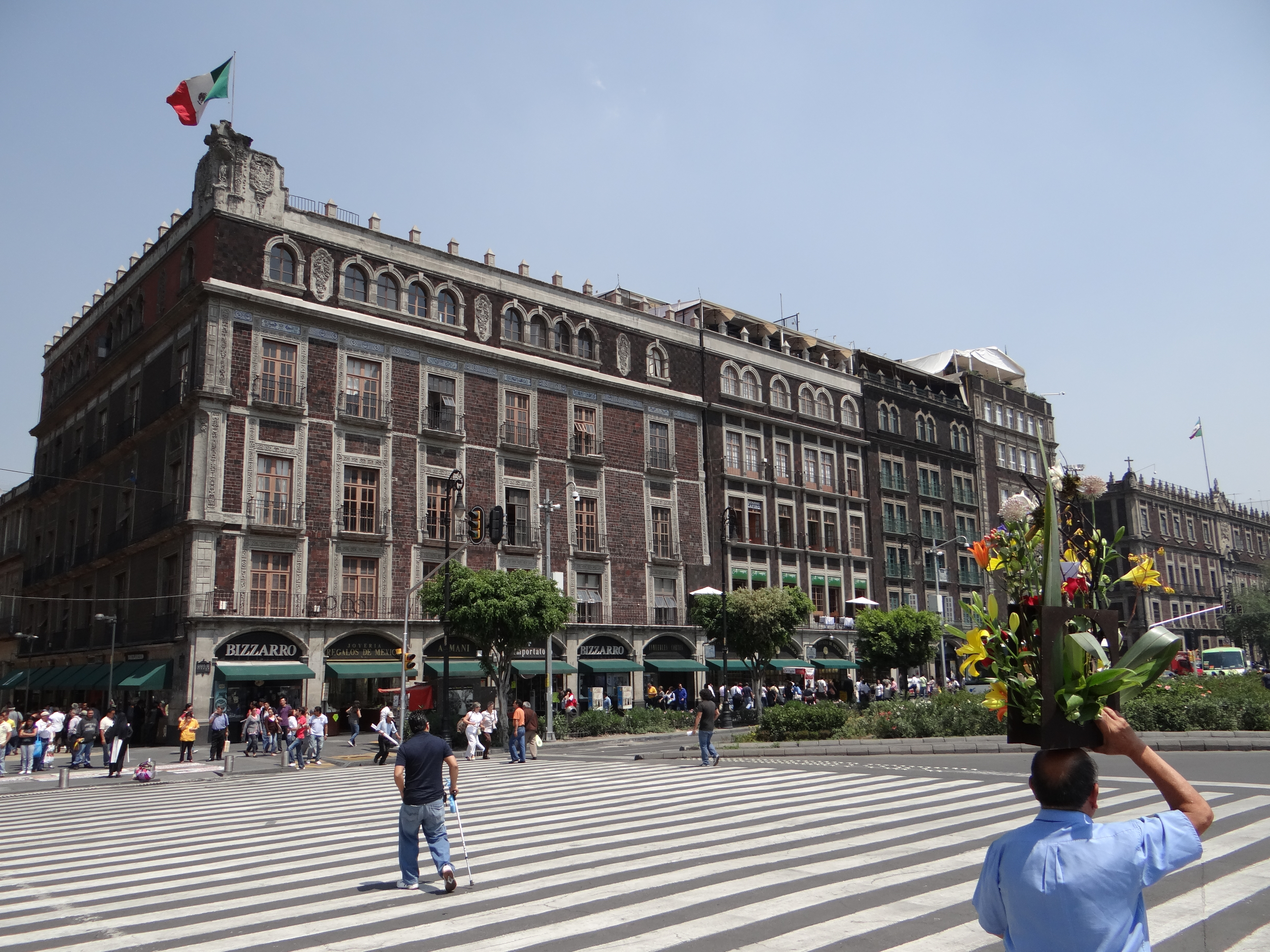
Portal de Mercaderes
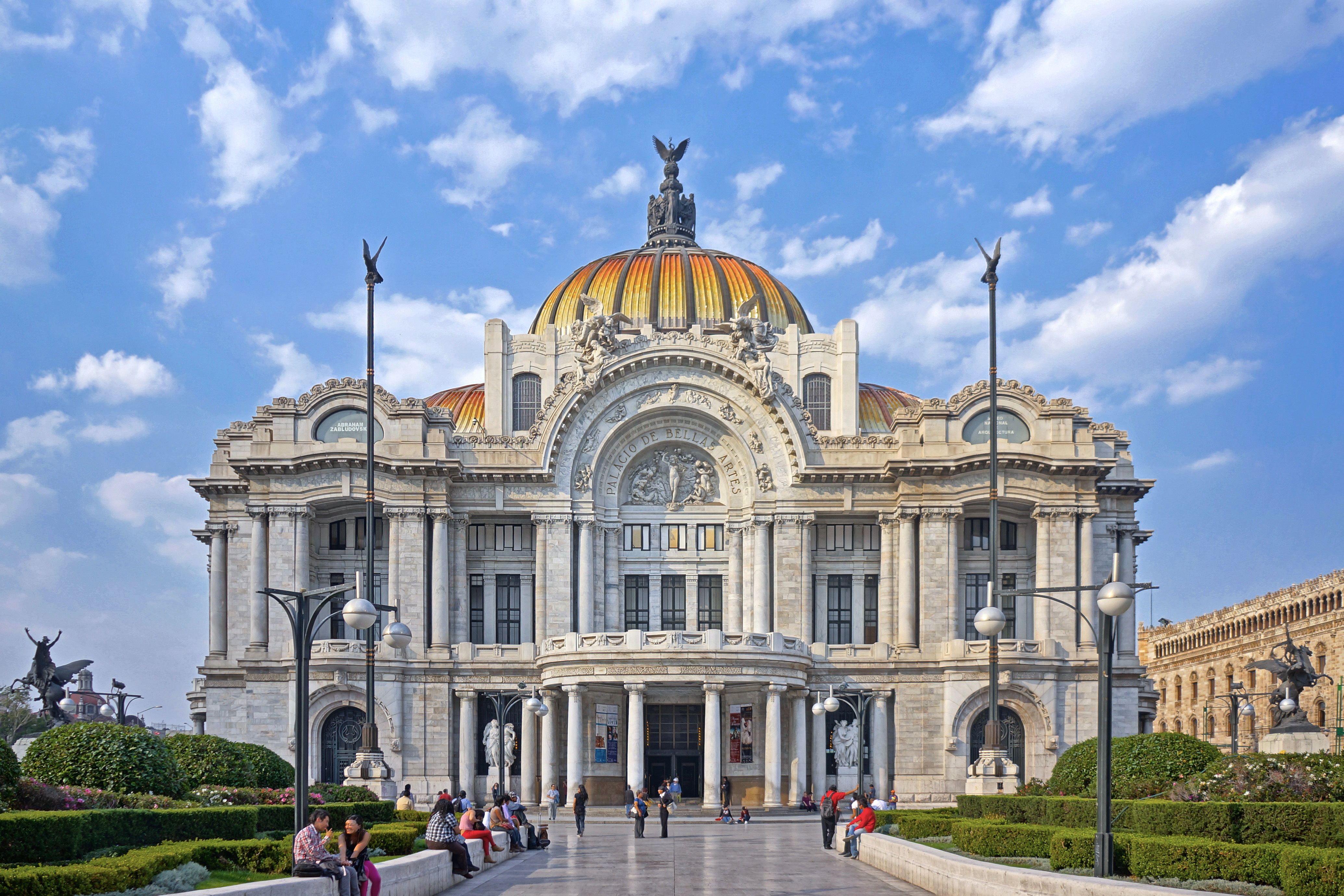
Palau de Belles Artes
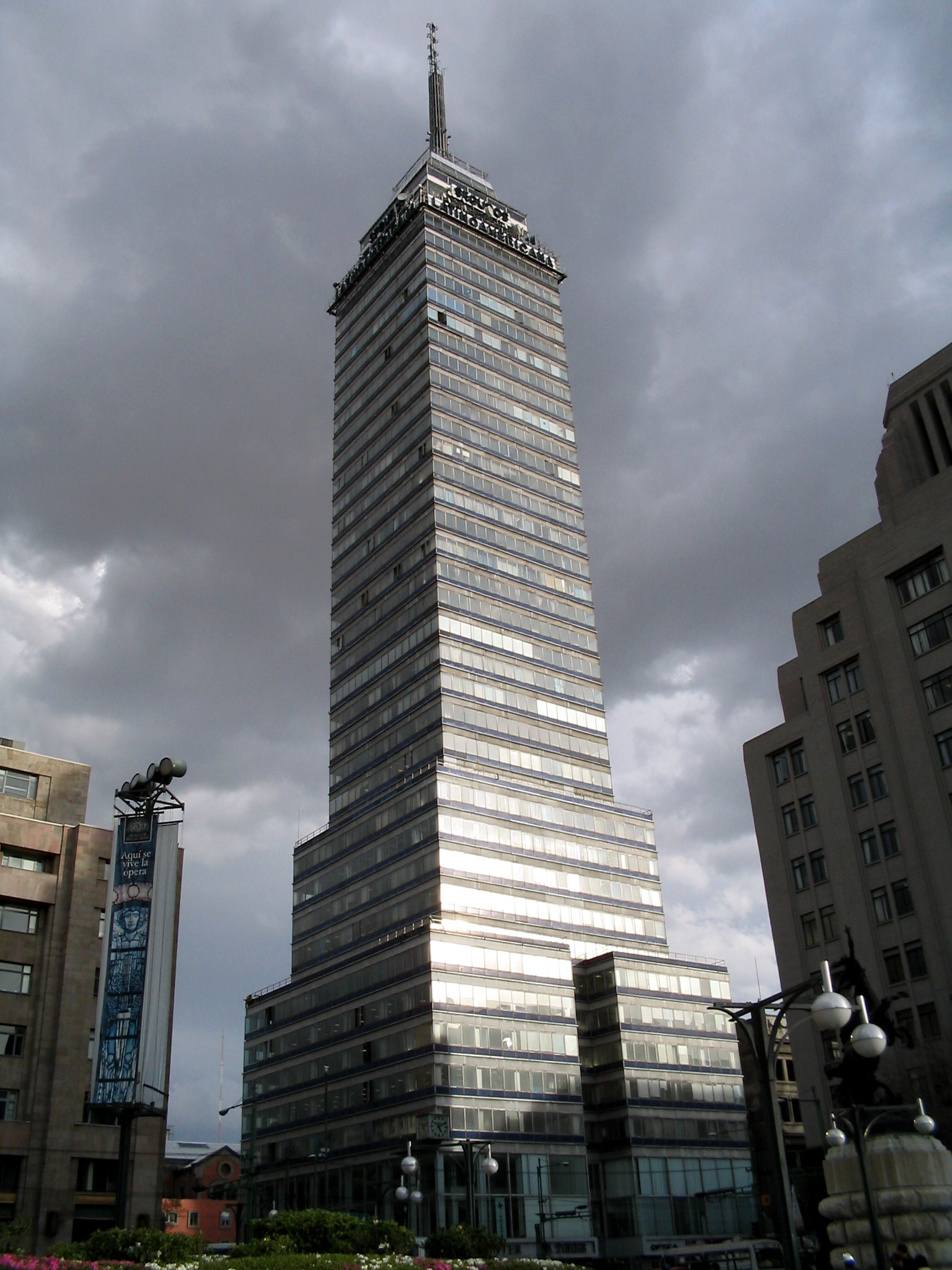
Torre Latinoamericana
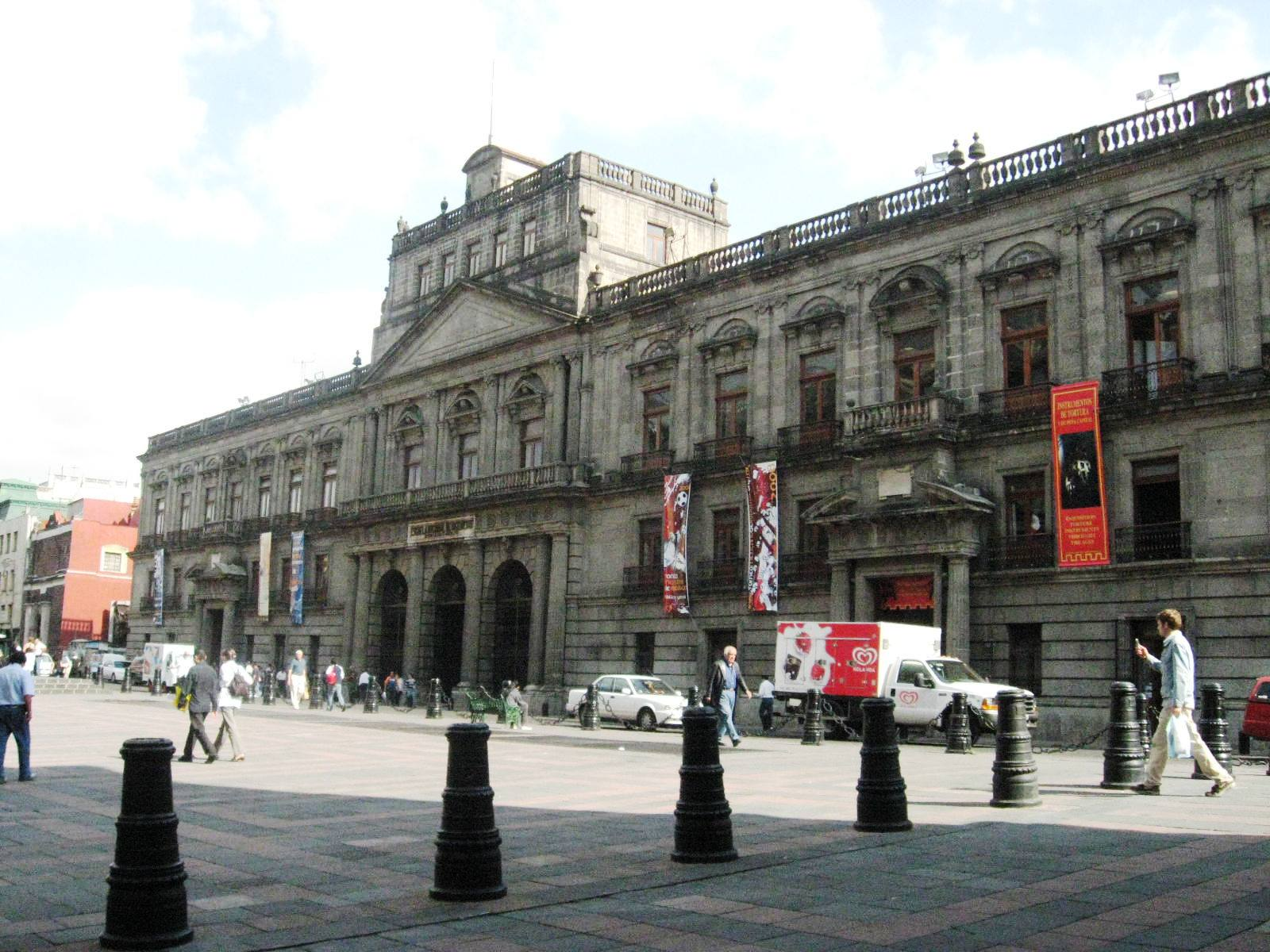
Palacio de Minería
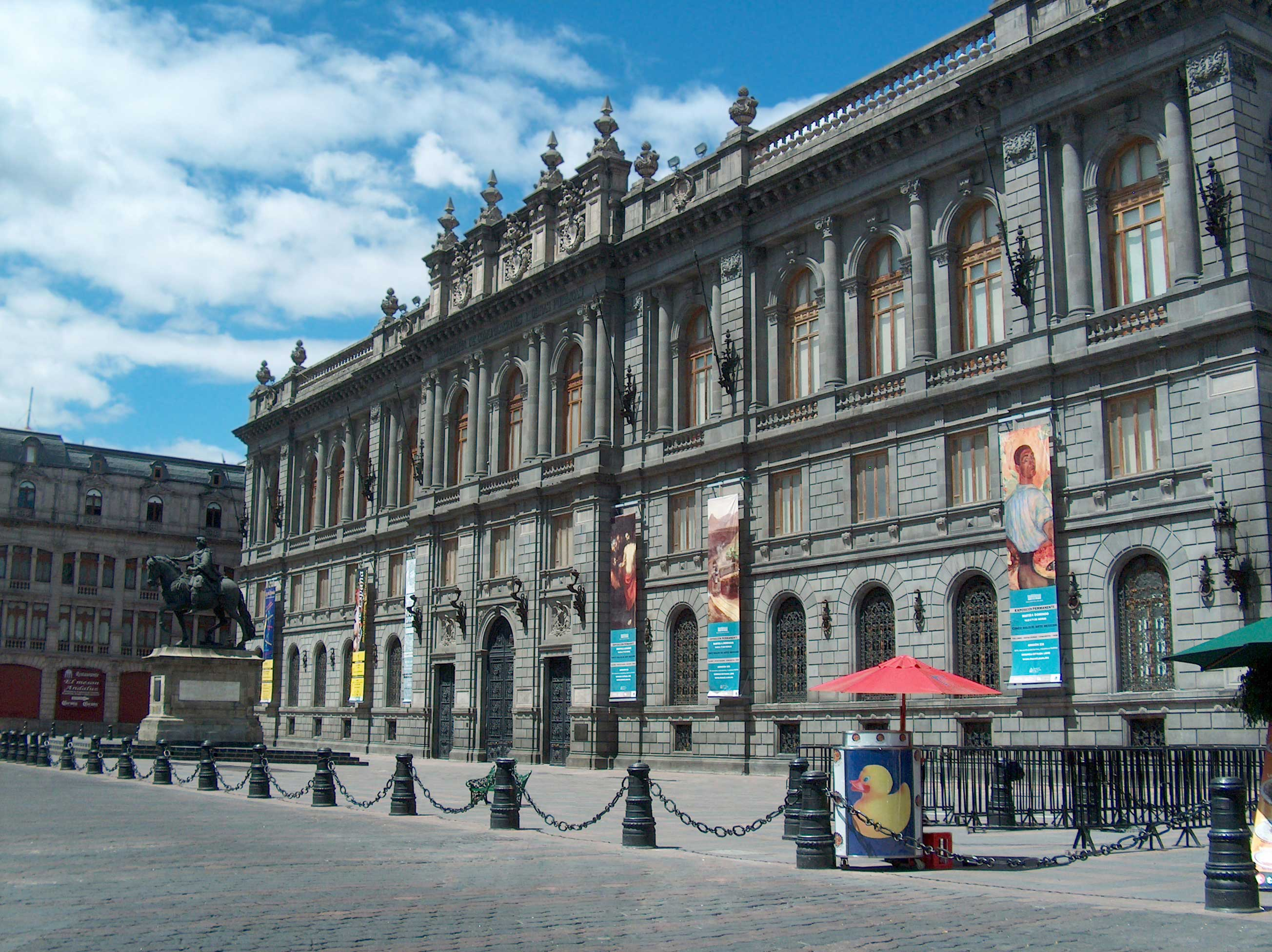
Museo Nacional de Arte
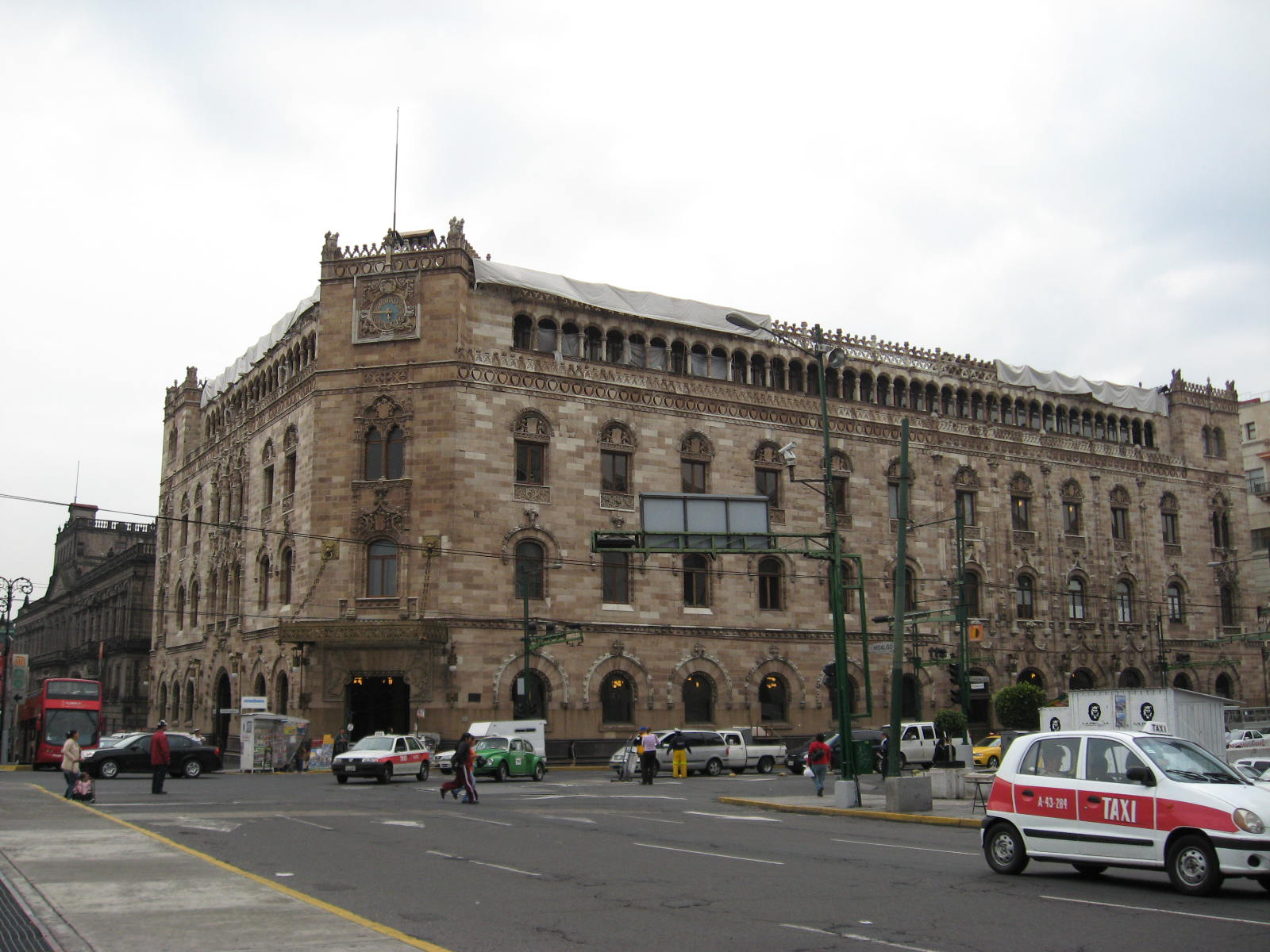
Palacio Postal
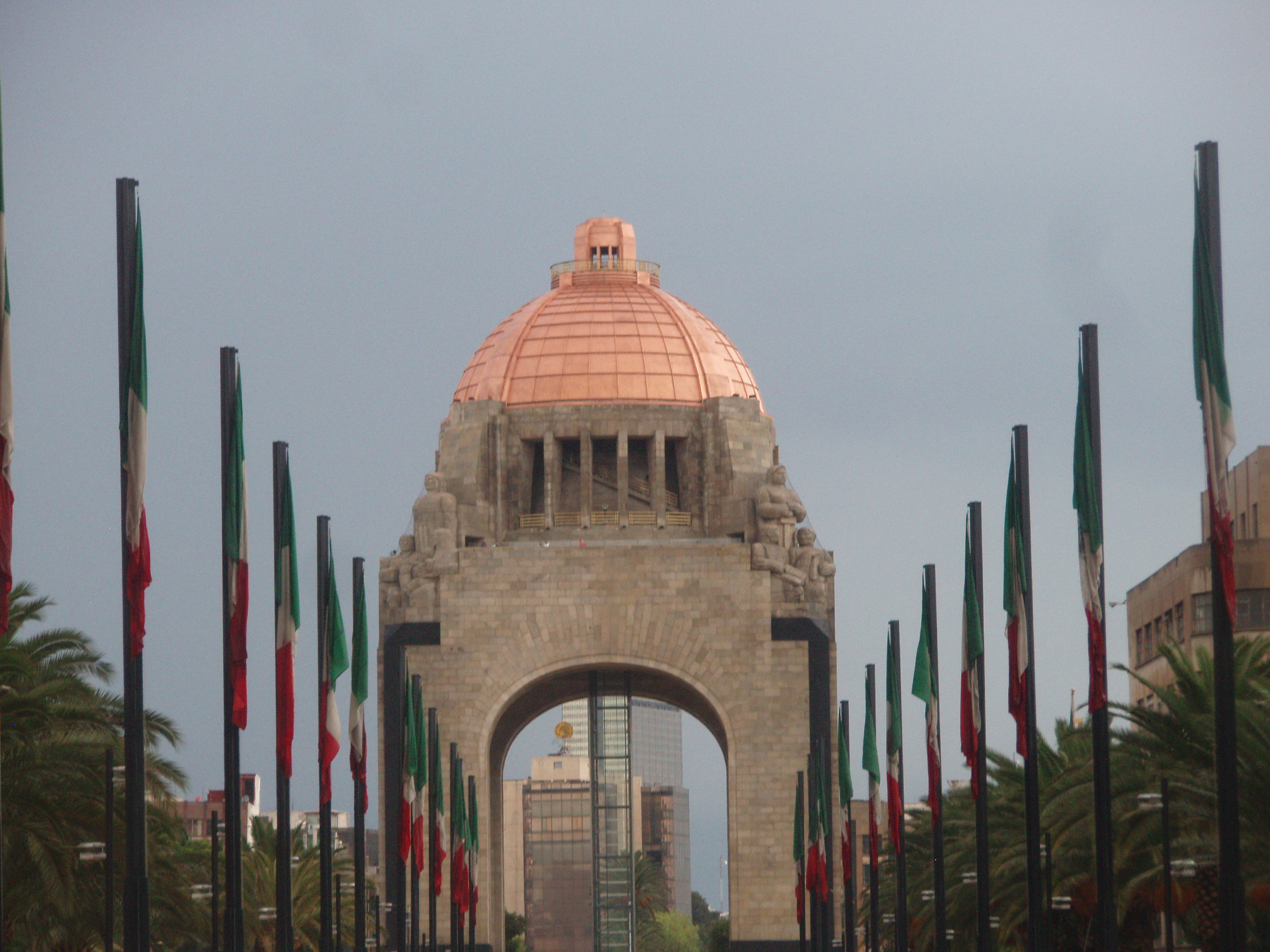
Monumento a la Revolución
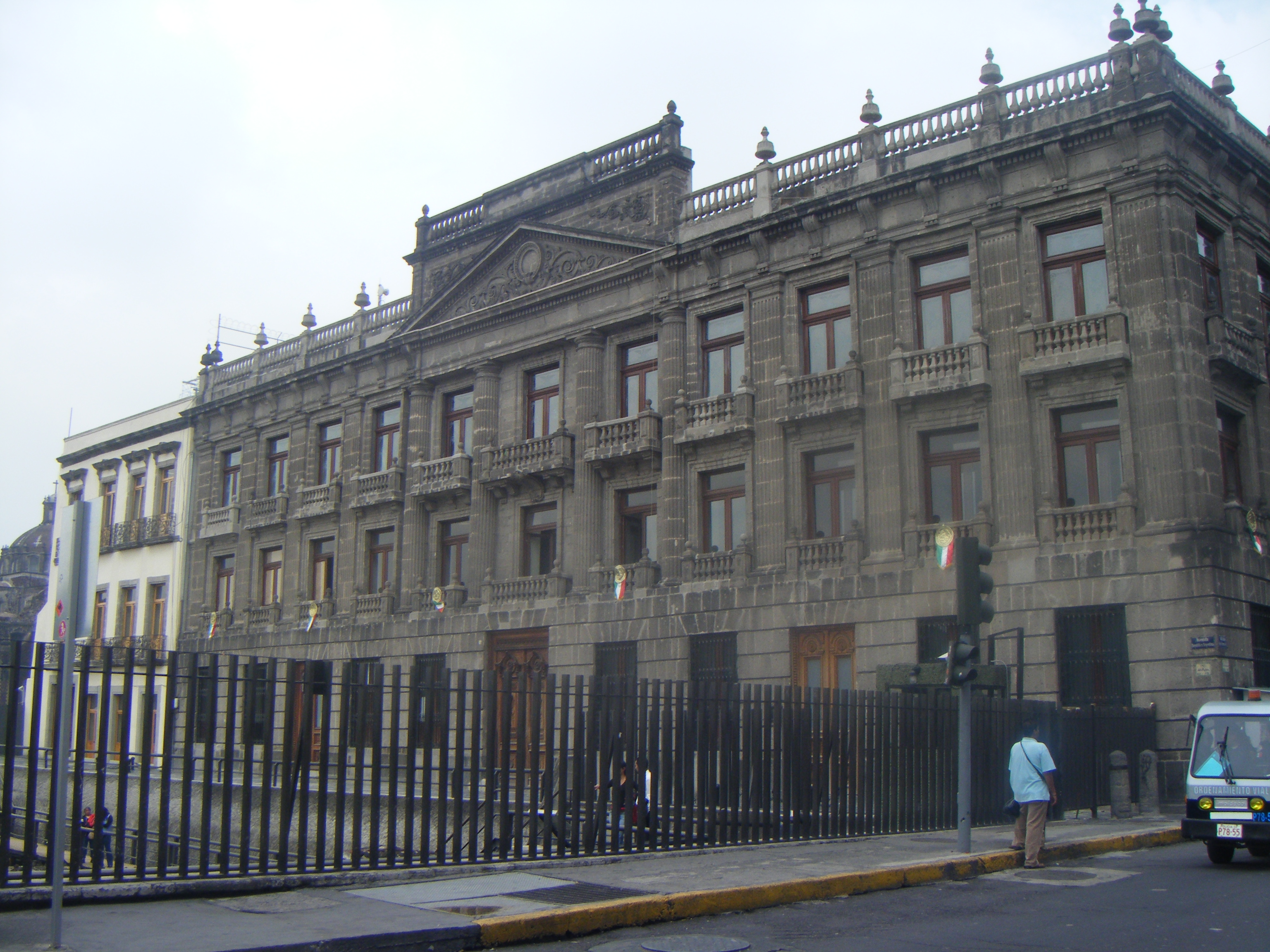
Palau del Marqués del Apartado
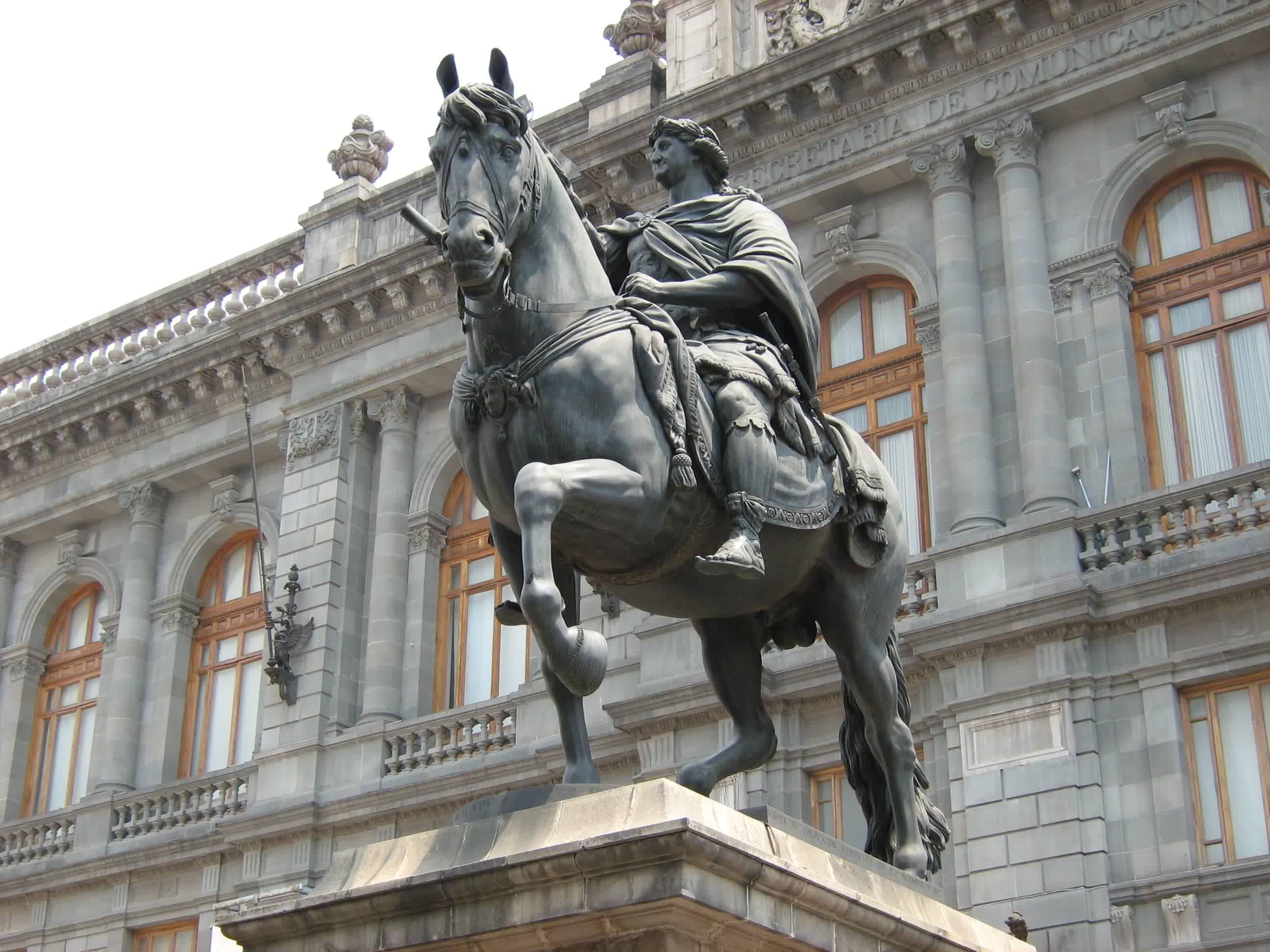
Estatua del rey Carles IV d'Espanya, coneguda com El Caballito.
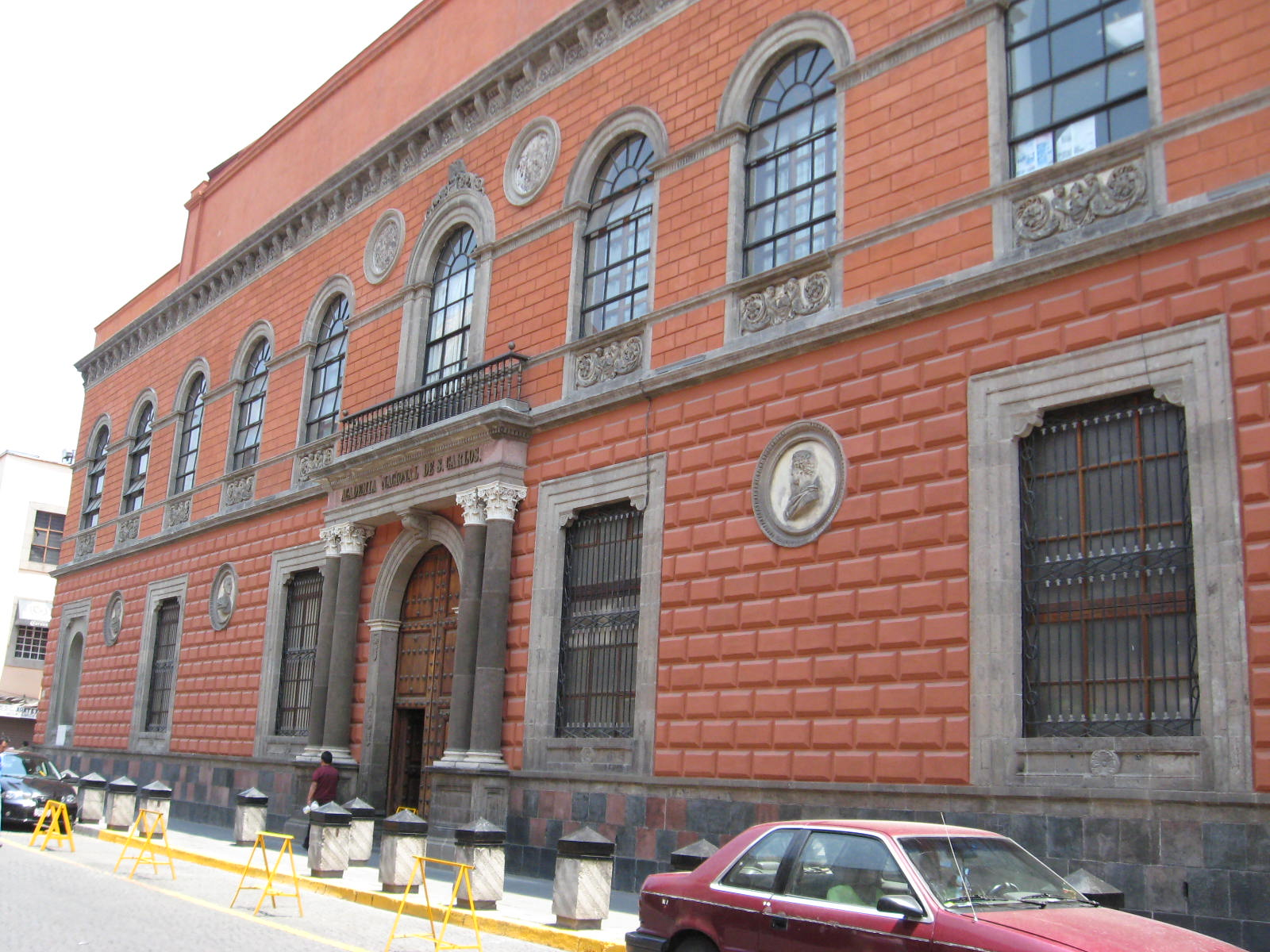
Academia de San Carlos
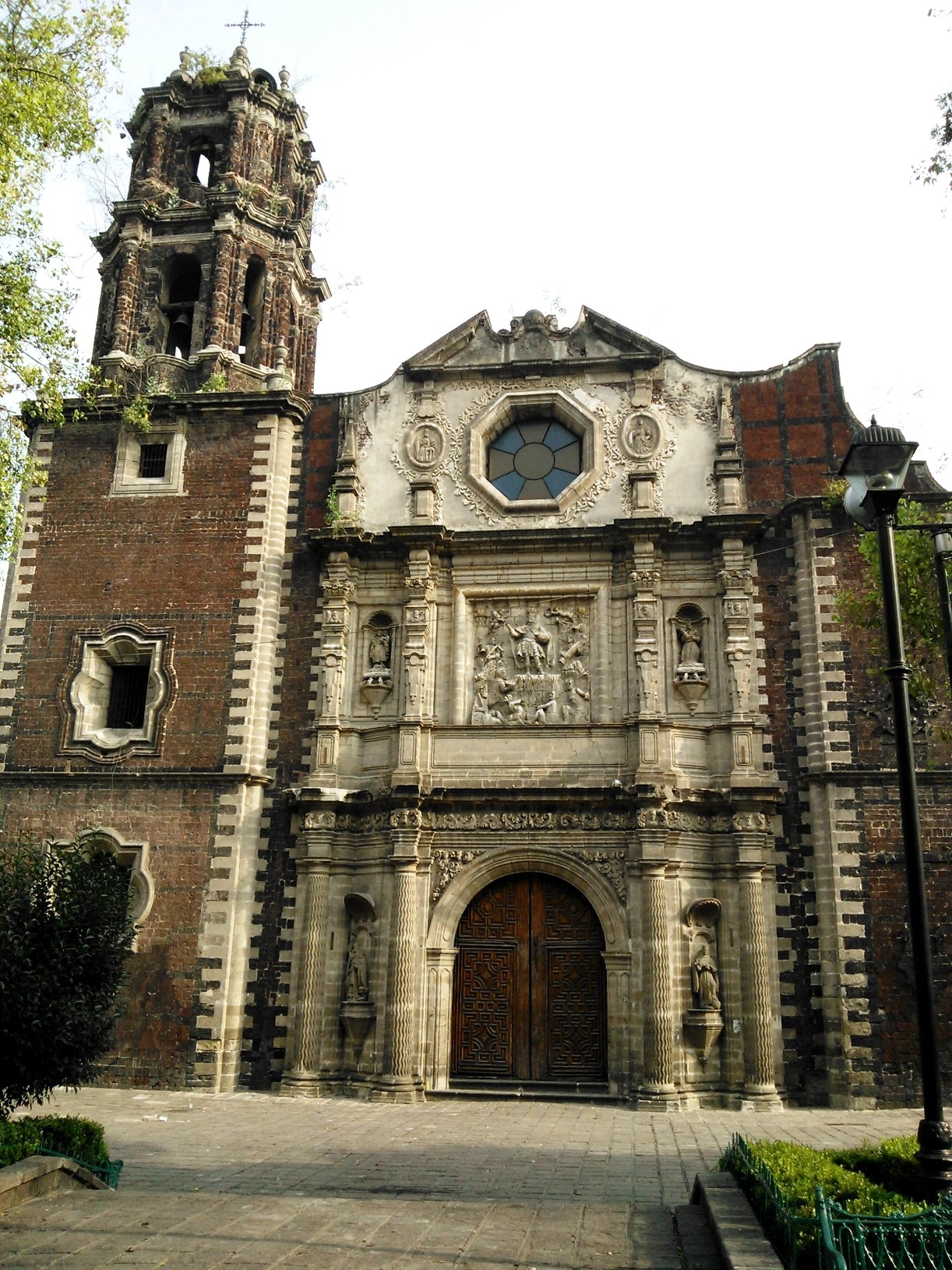
Parroquia de San Fernando
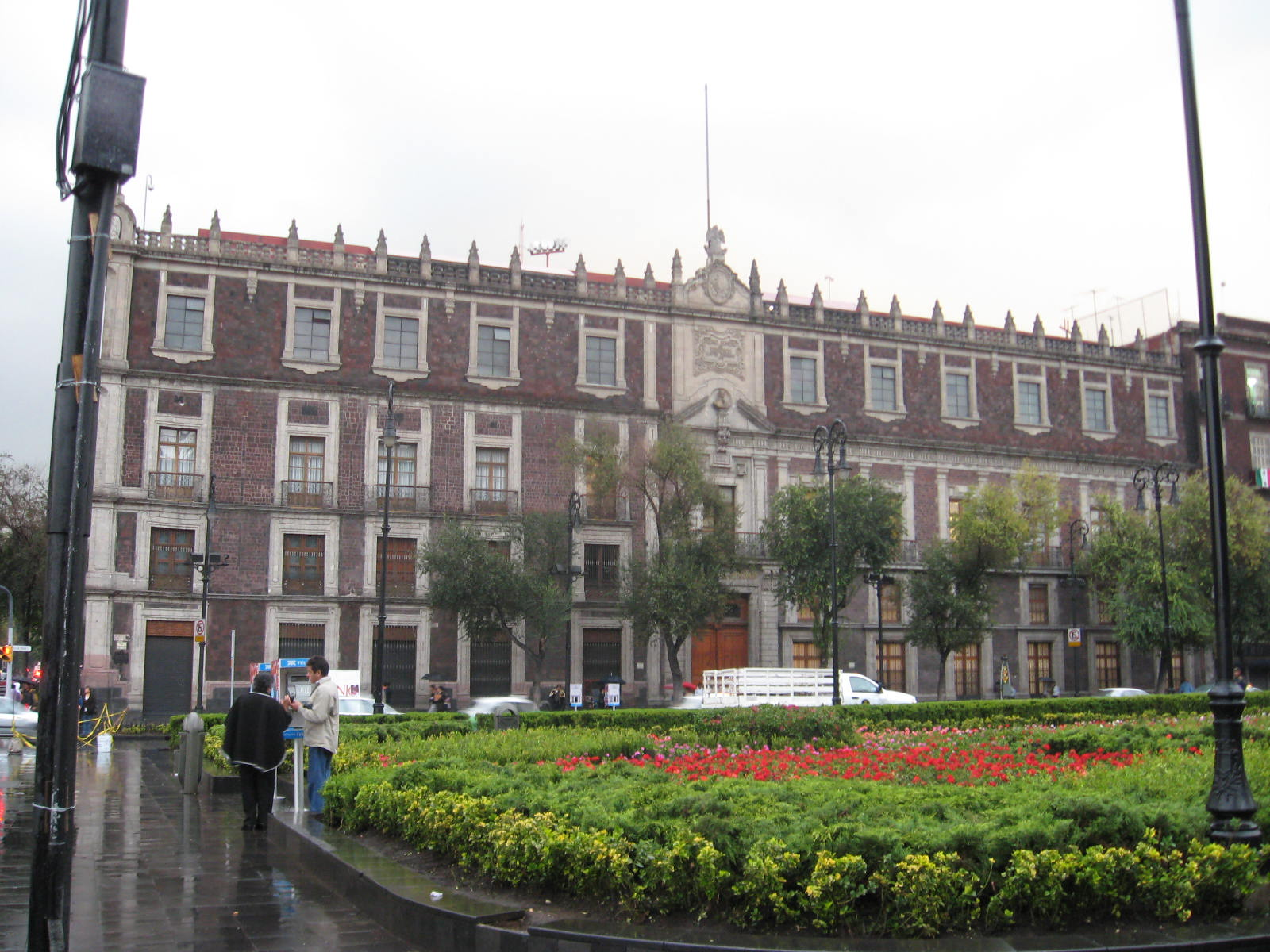
Nacional Monte de Piedad
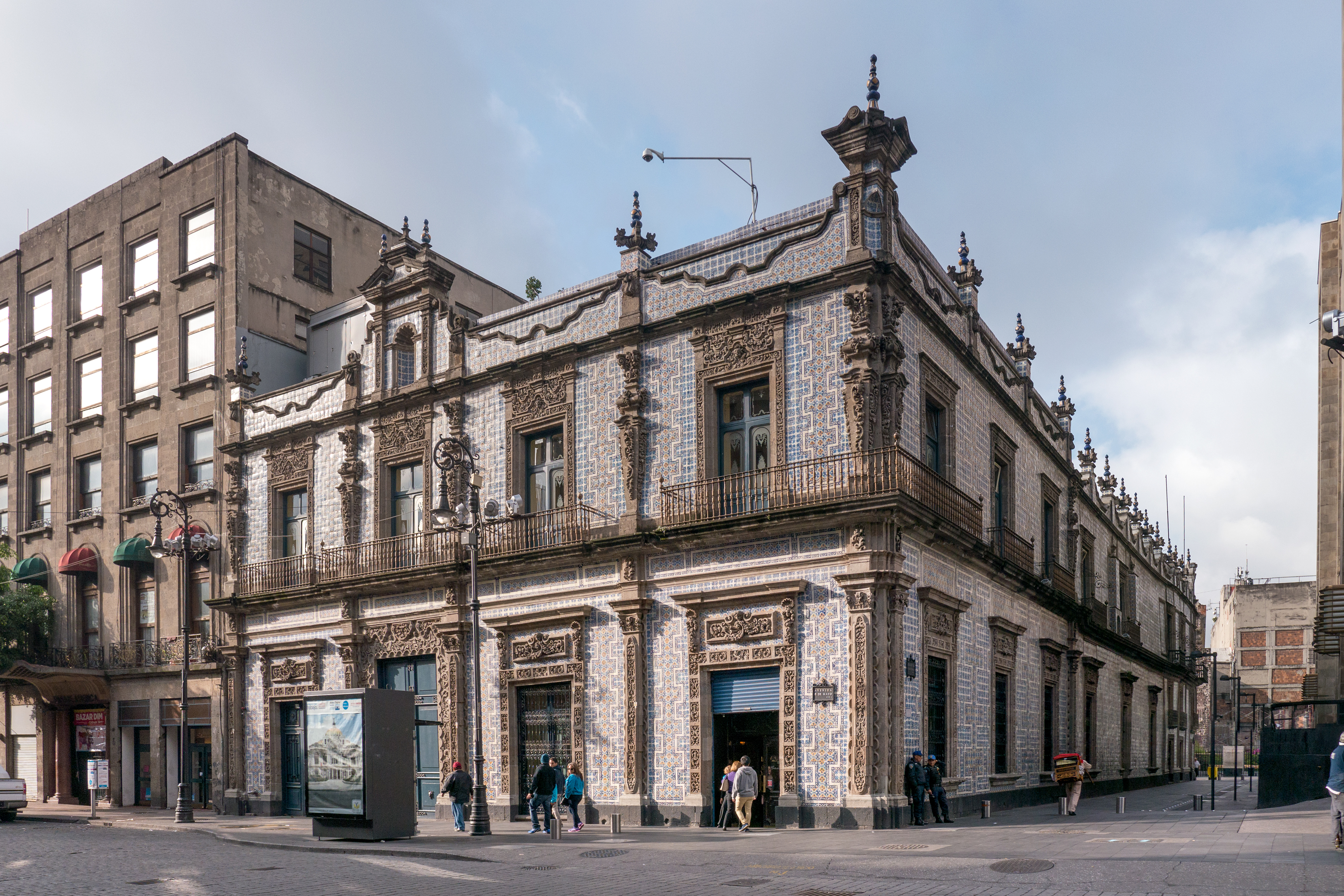
Casa de los Azulejos
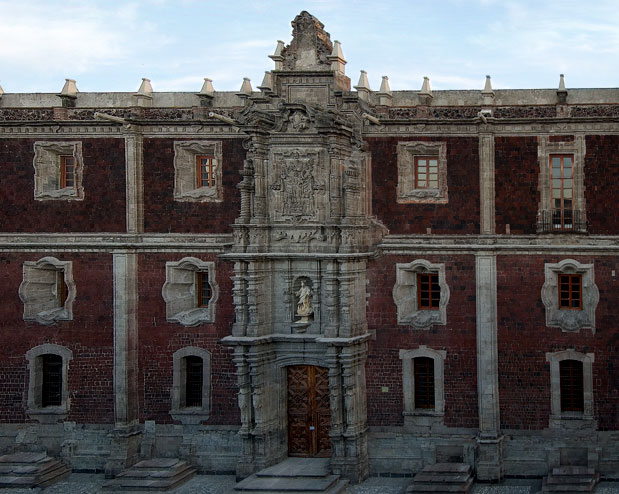
Antiguo Colegio de San Ildefonso
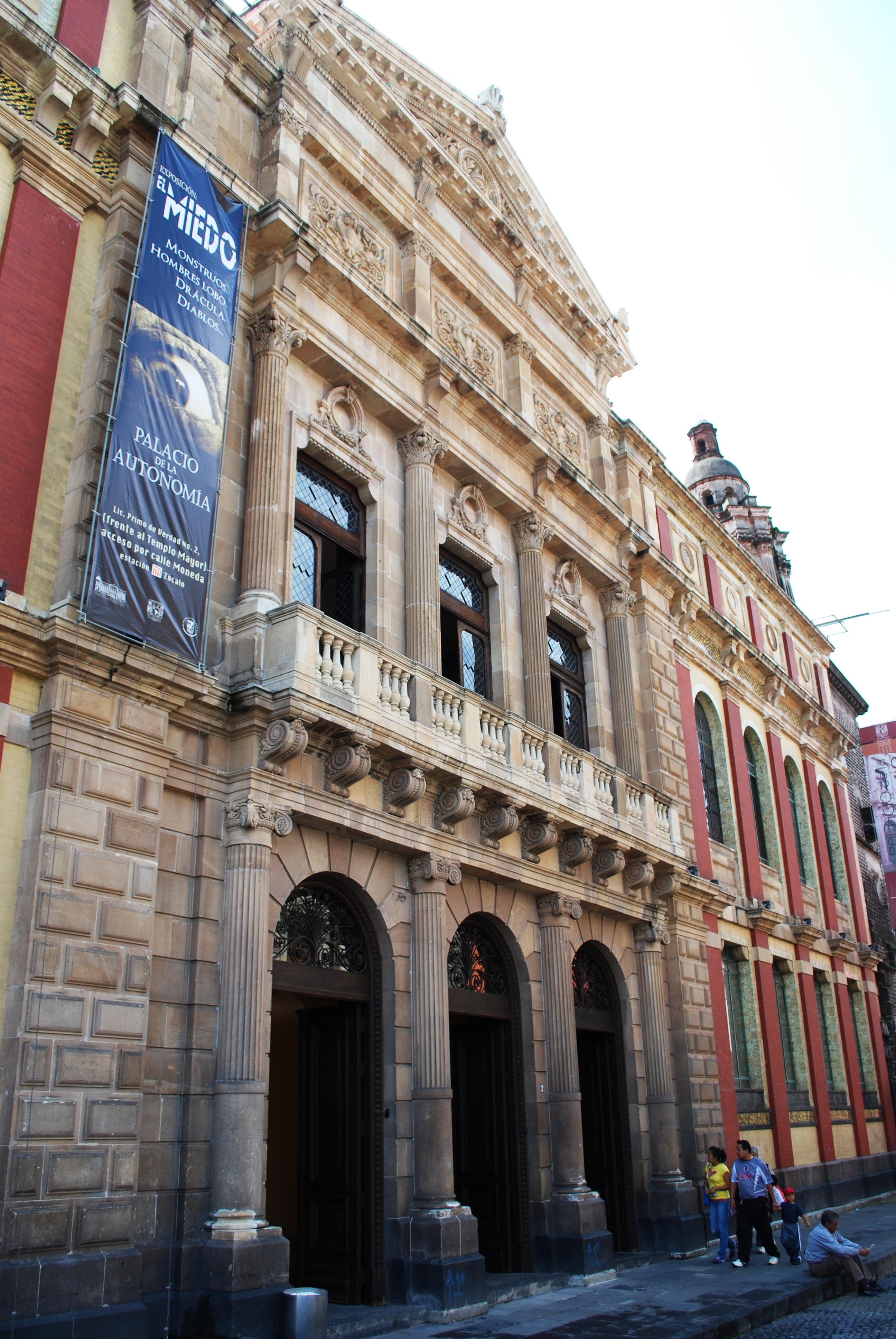
Palacio de la Autonomía
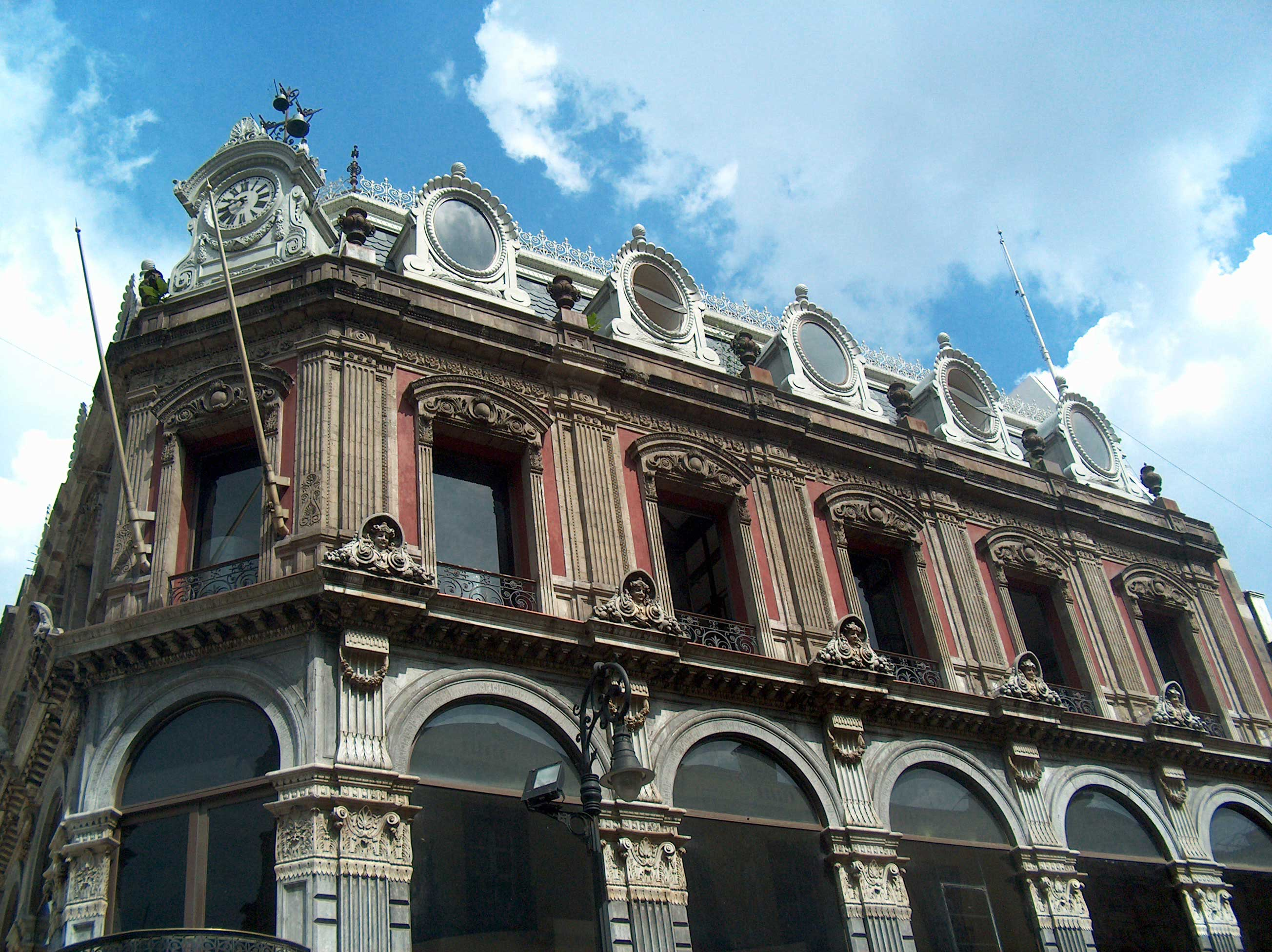
Museo del Estanquillo
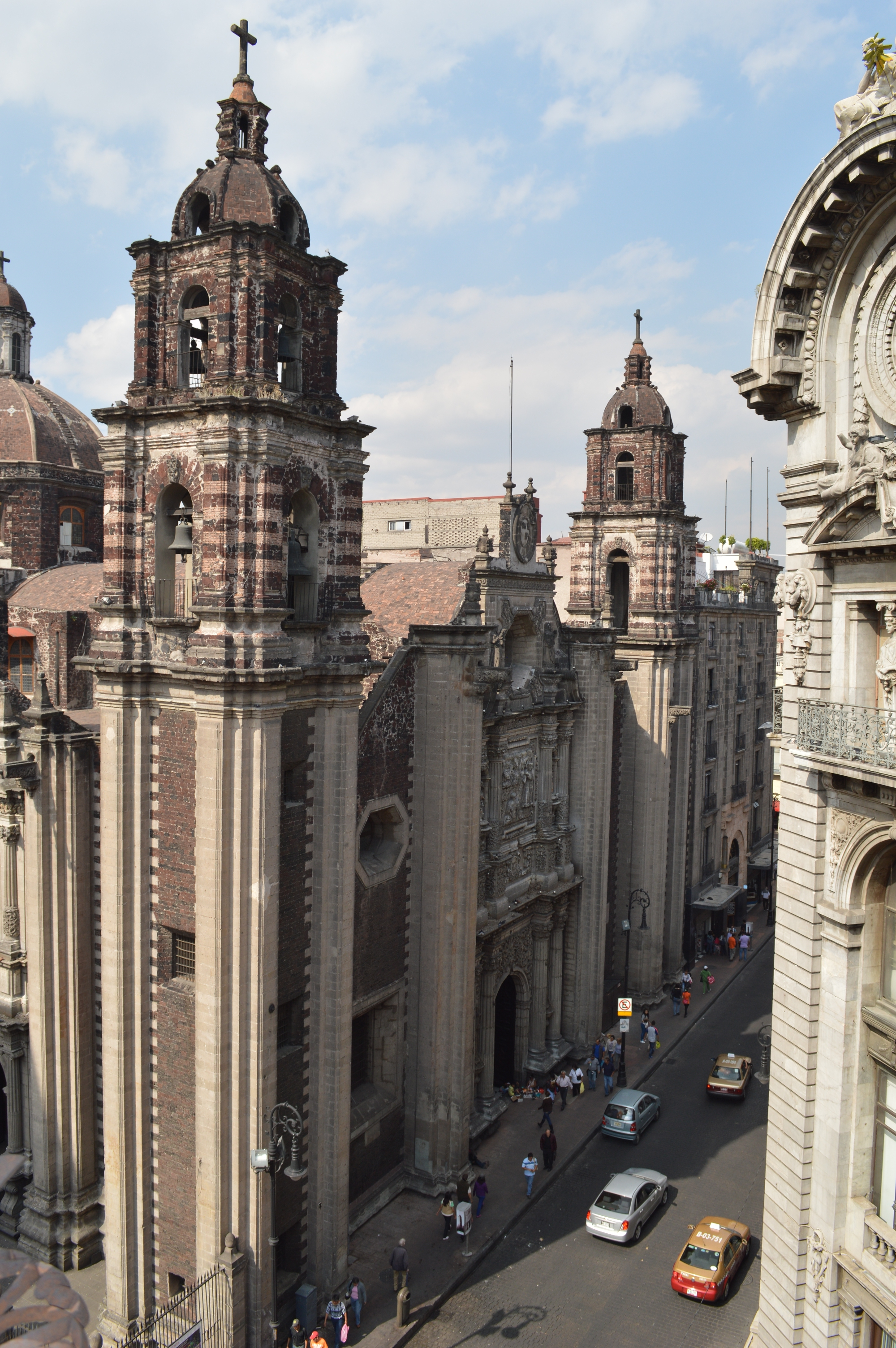
La Profesa
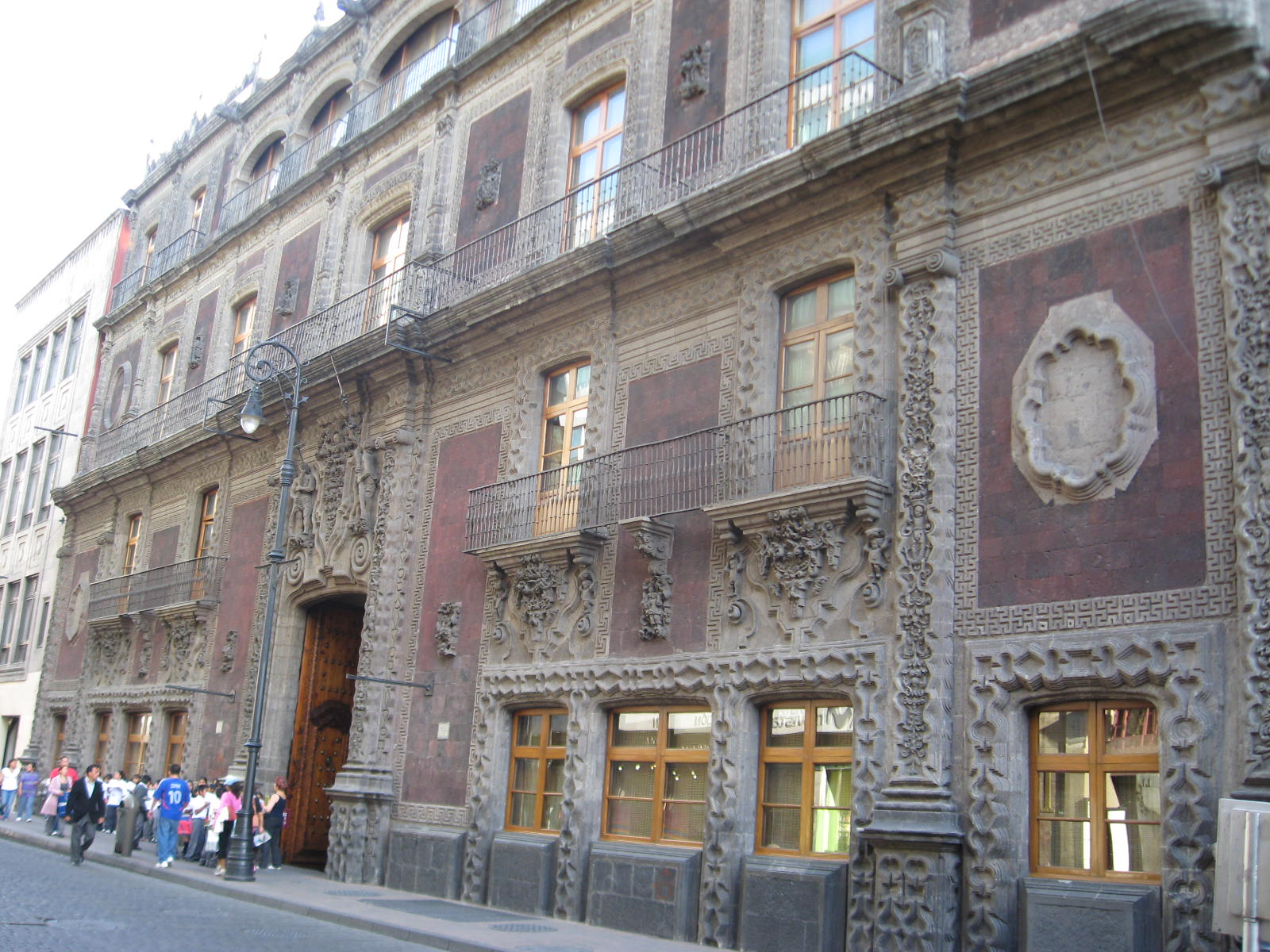
Palacio de Iturbide
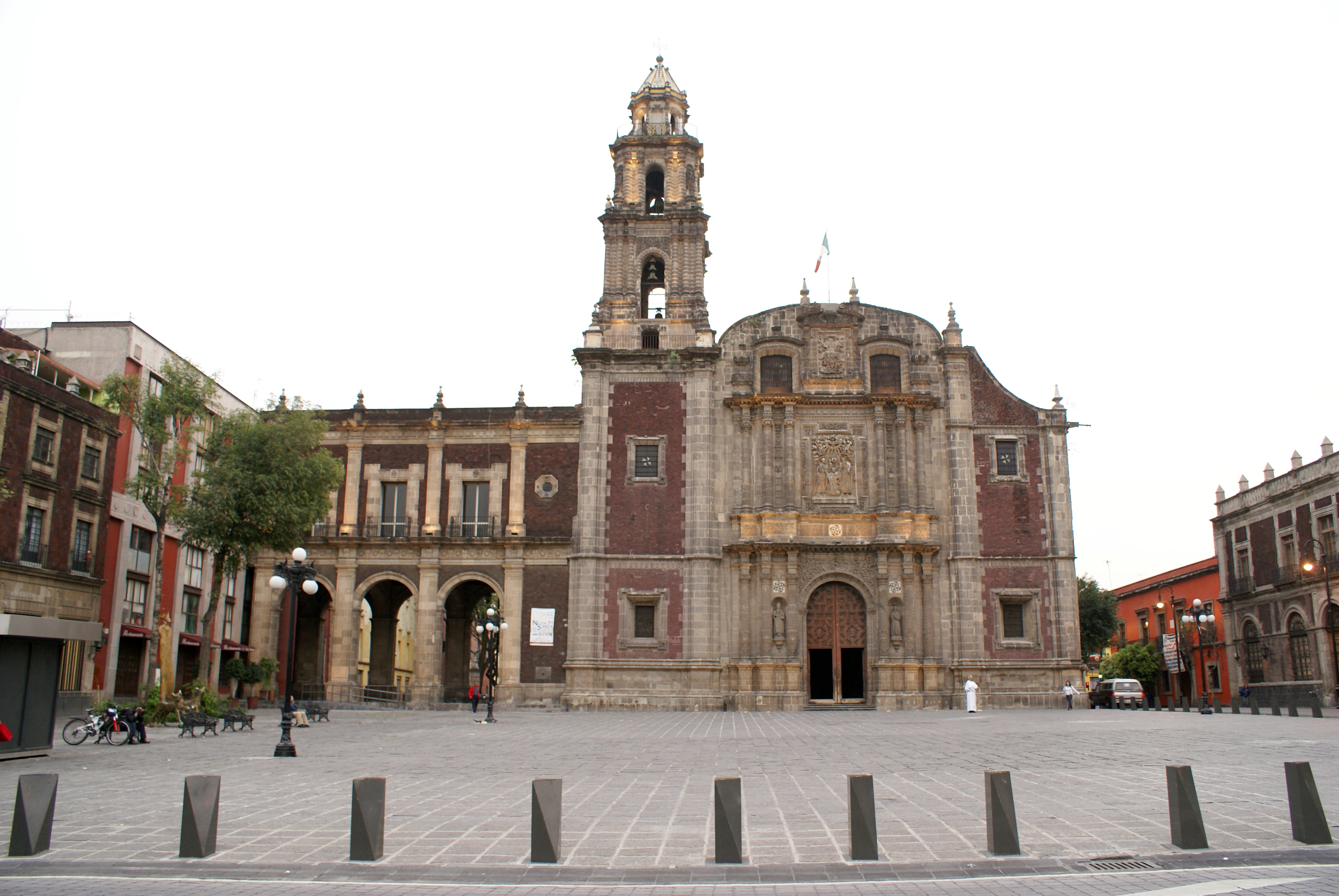
Iglesia de Santo Domingo
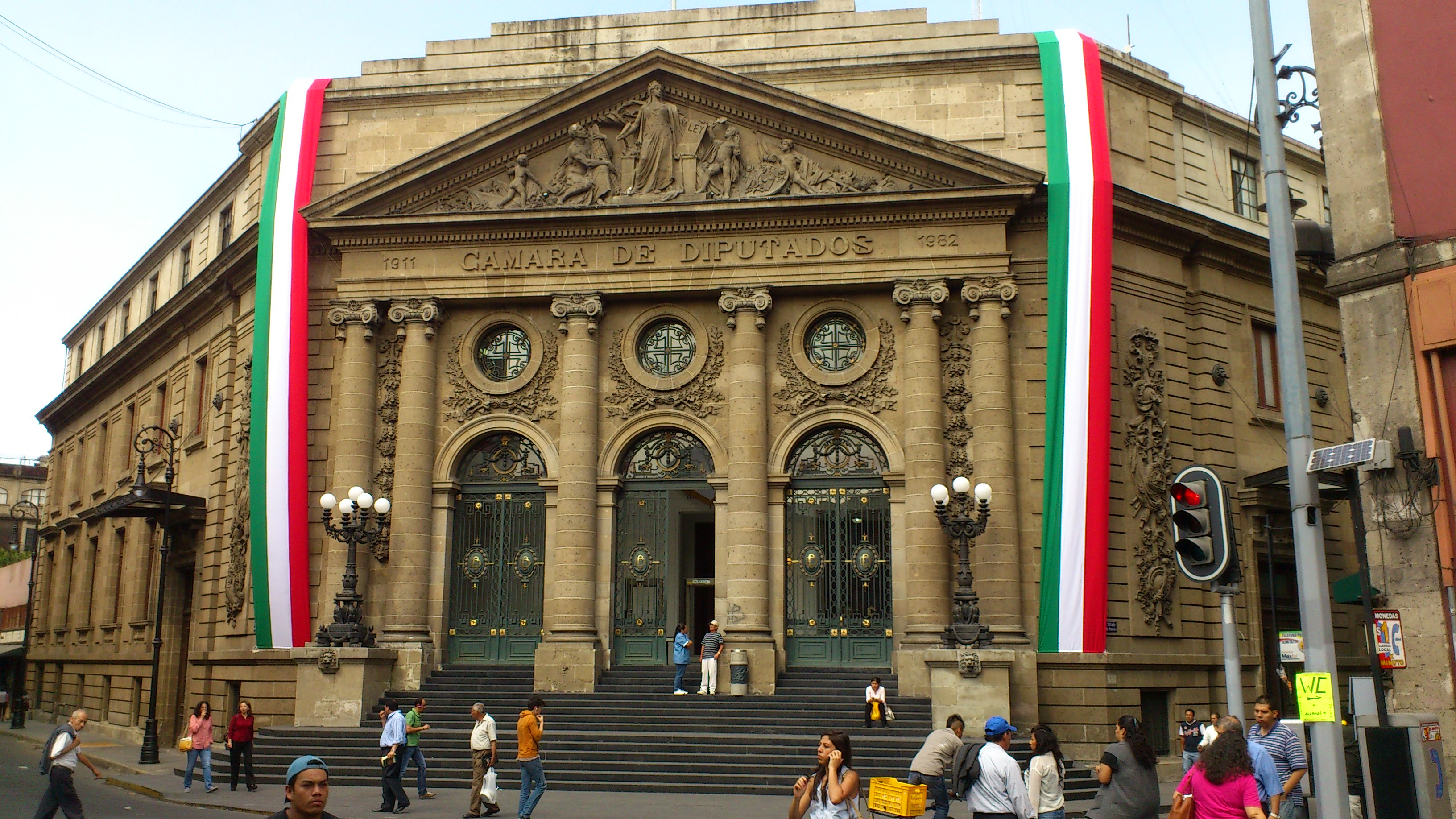
Palacio Legislativo de Donceles
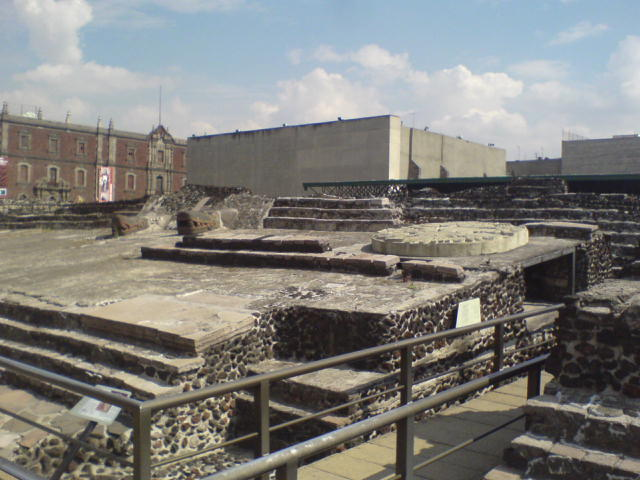
Jaciment arqueològic del Temple Major, part de l'antigua Tenochtitlan.
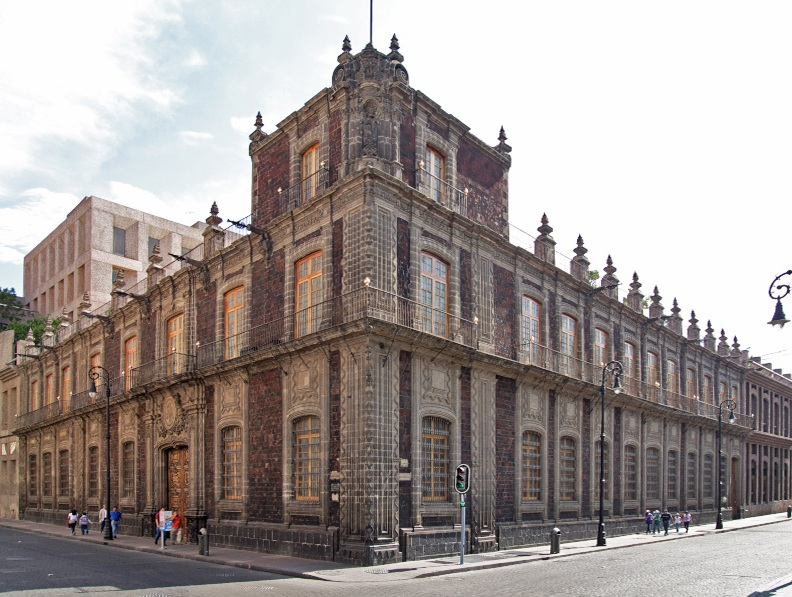
Palacio de los Condes de San Mateo de Valparaiso
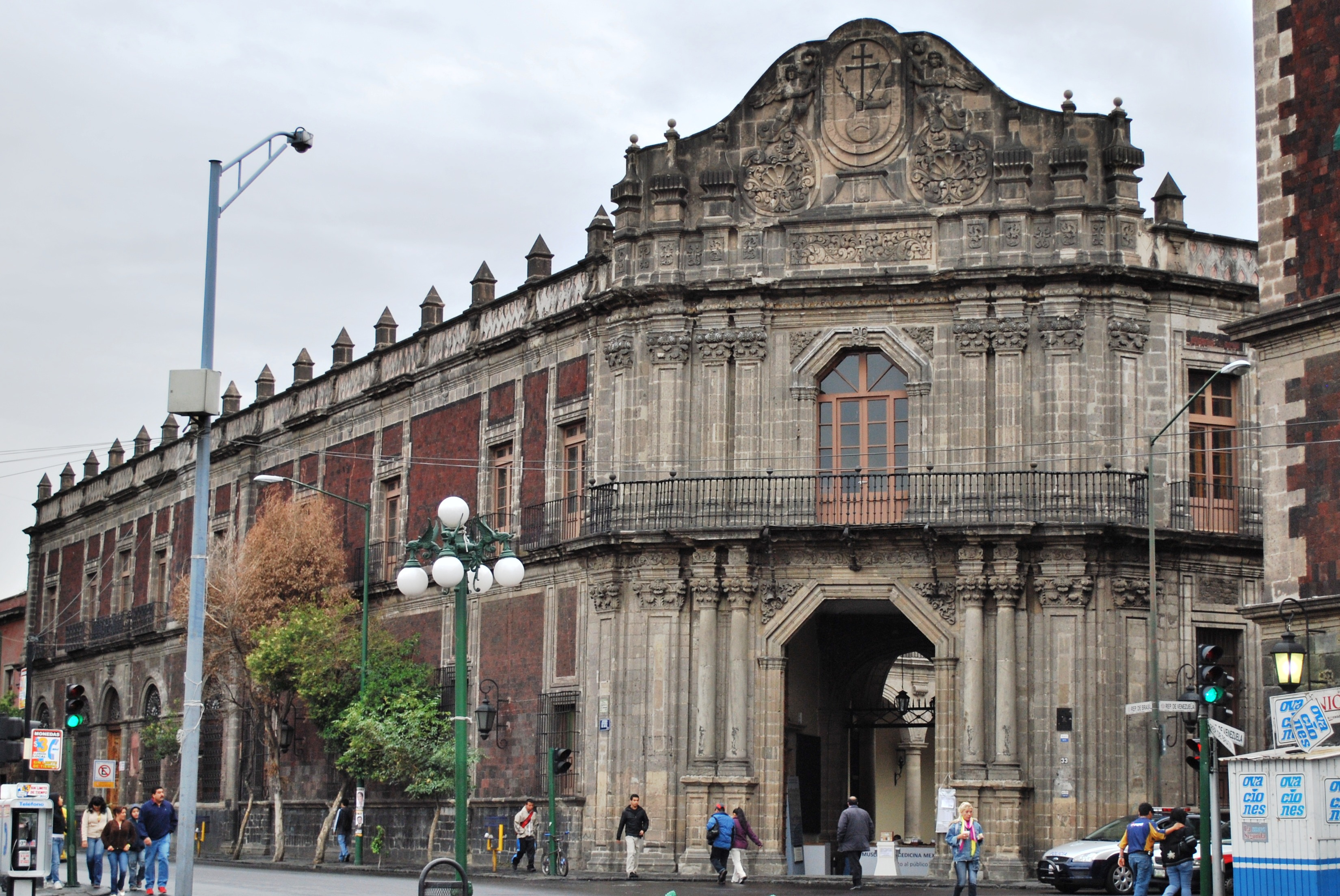
Palacio de la Escuela de Medicina
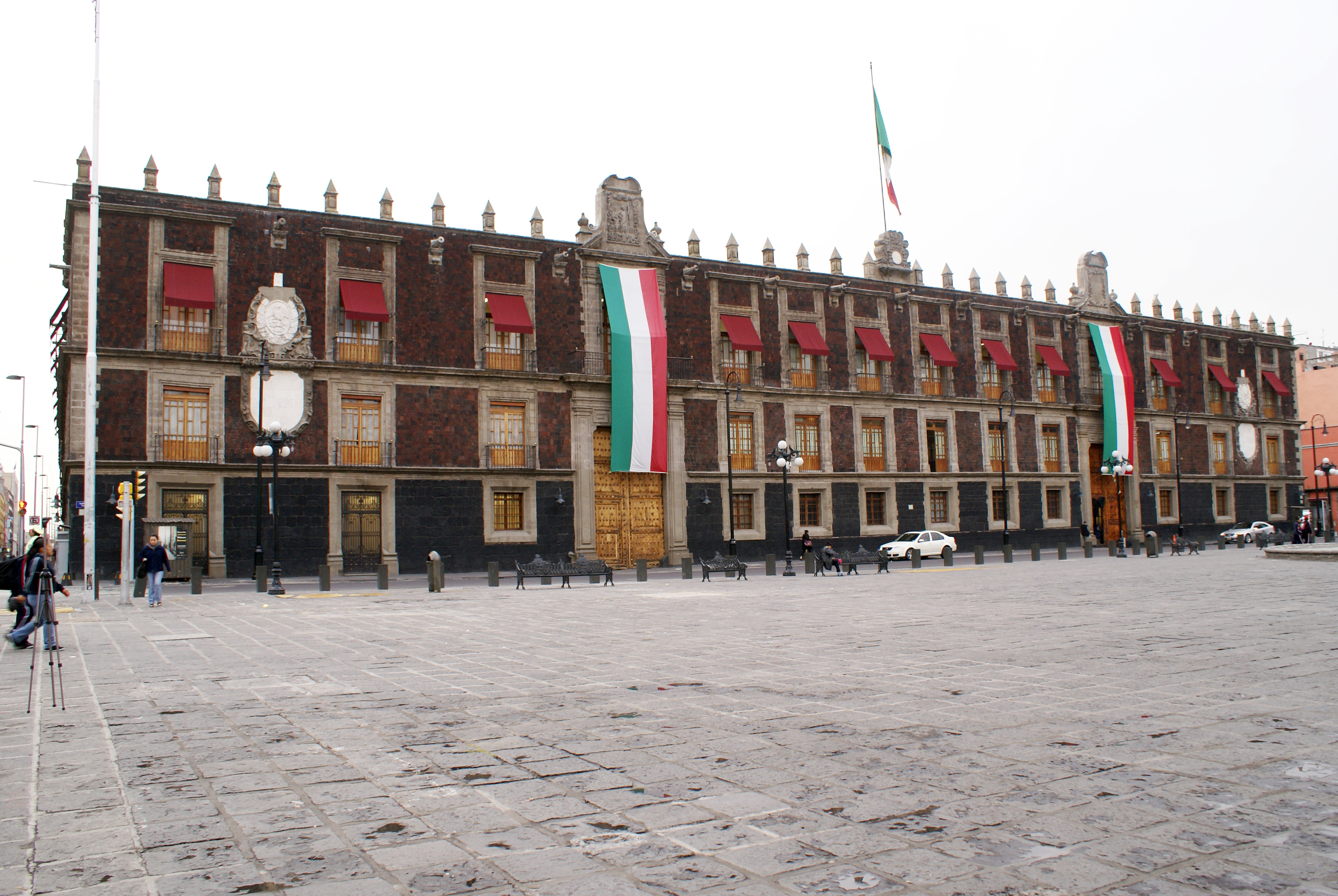
Edificio de la antigua Aduana de la Ciutat de Mèxic
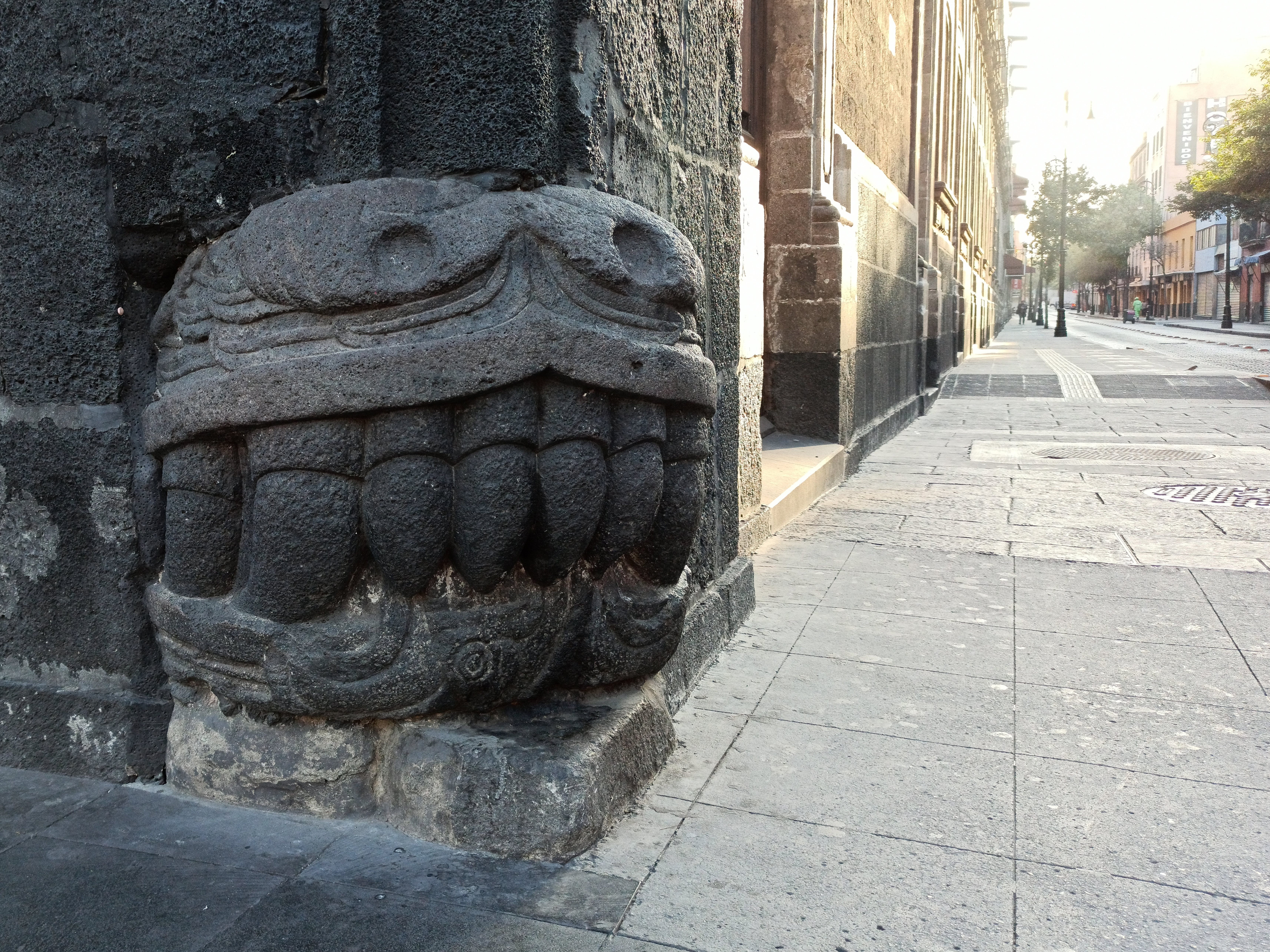
Esquina del Museo de la Ciutat de Mèxic
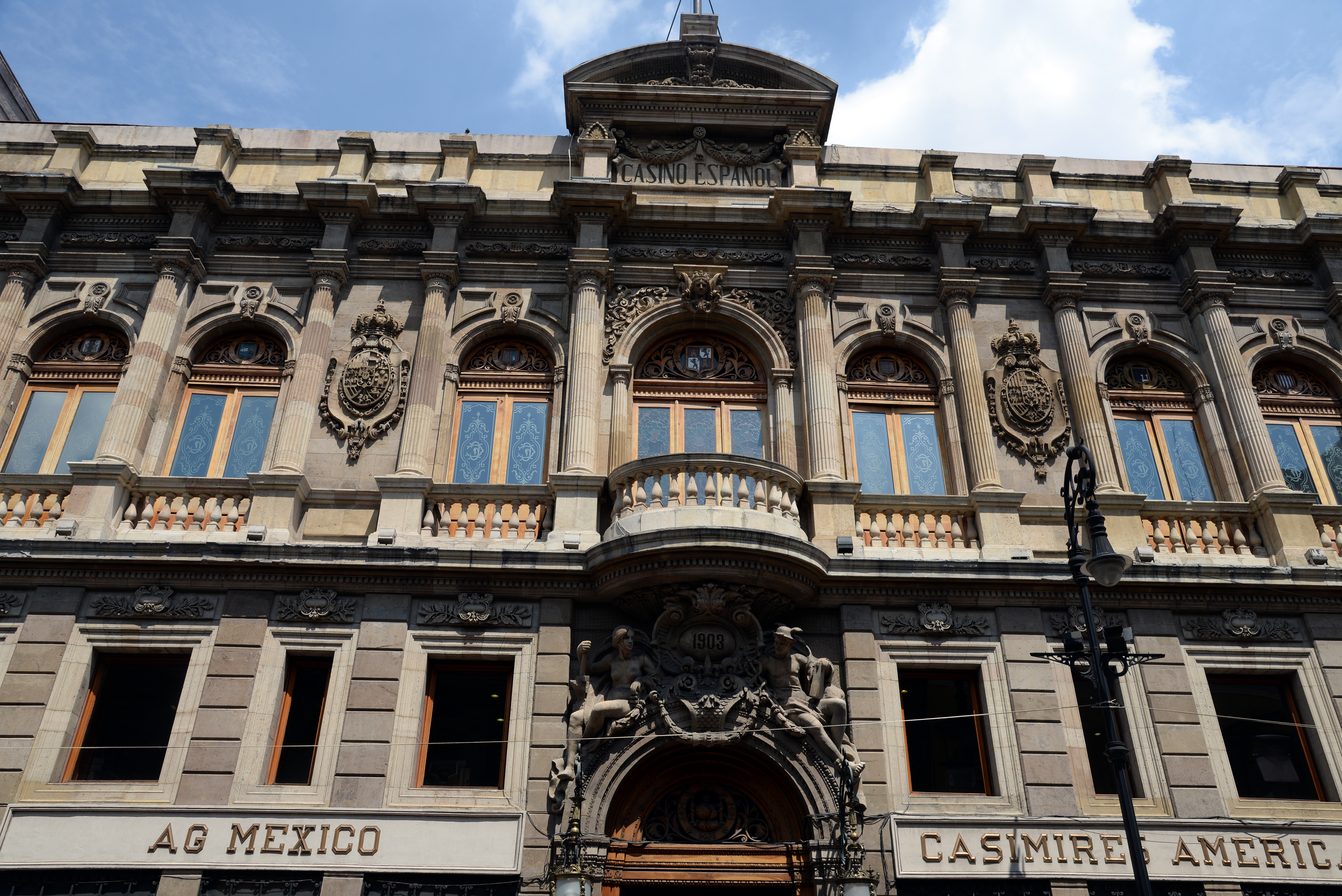
Casino Español de México
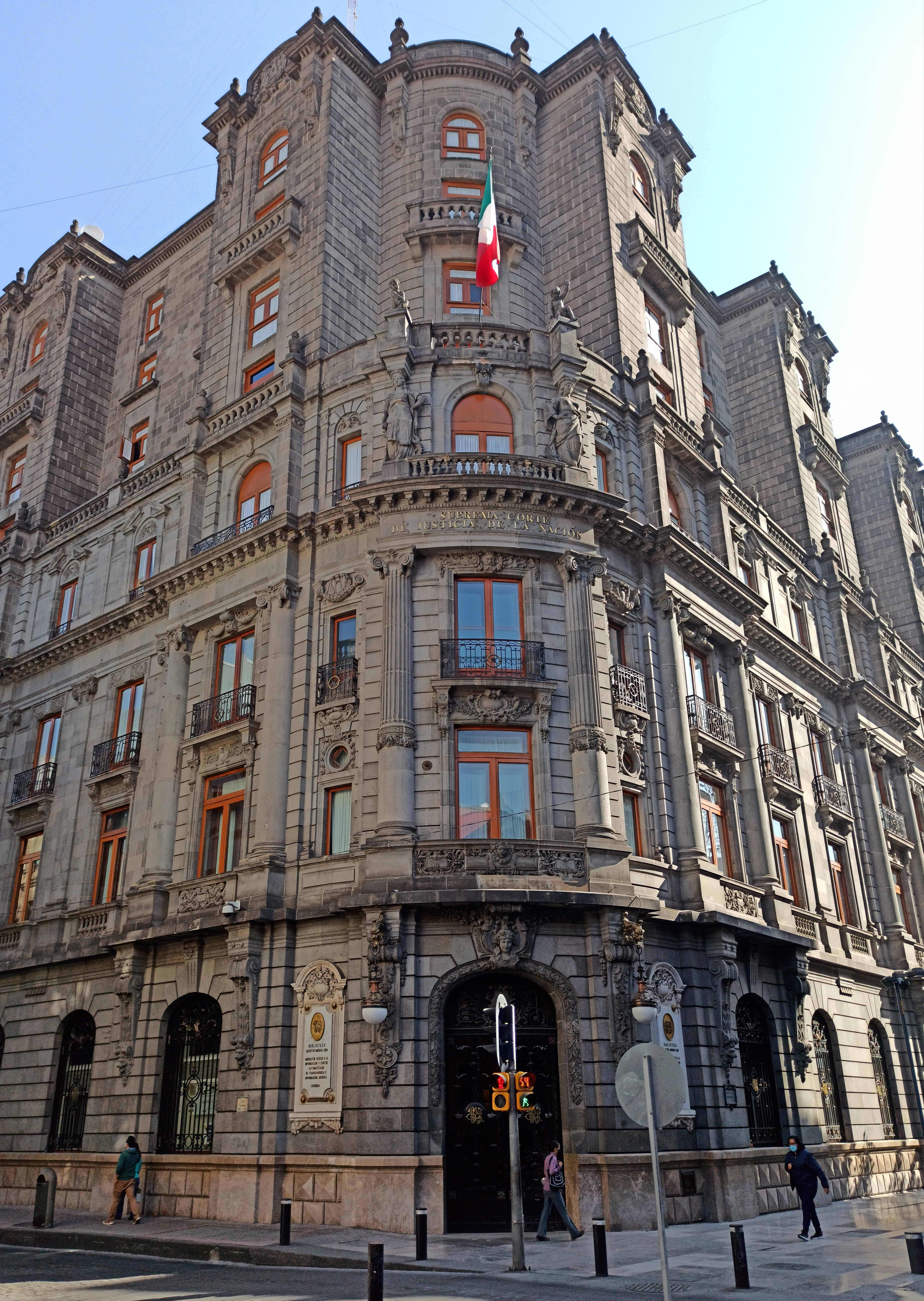
Biblioteca Central Silvestre Moreno Cora (SCJN)